# Impero romano
L'Impero romano fu lo Stato romano consolidatosi nell'area euro-mediterranea tra il I secolo a.C. e il XV secolo; in questa voce si tratta il periodo che va dalla sua fondazione, generalmente indicata con il 27 a.C. (primo anno del principato di Augusto), al 395, quando, dopo la morte di Teodosio I, l'Impero fu suddiviso dal punto di vista amministrativo ma non politico in una pars occidentalis e in una pars orientalis. L'Impero romano d'Occidente si fa terminare per convenzione nel 476, anno in cui Odoacre depone l'ultimo imperatore, Romolo Augusto, mentre l'Impero romano d'Oriente (indicato talvolta come Impero bizantino nella sua fase medievale) si protrasse fino alla conquista di Costantinopoli da parte degli Ottomani, nel 1453.
Nella sua massima espansione, l'Impero si estendeva, in tutto o in parte, sui territori degli odierni Stati di: Portogallo, Spagna, Andorra, Francia, Monaco, Belgio, Paesi Bassi (regioni meridionali), Regno Unito (Inghilterra, Galles, parte della Scozia), Lussemburgo, Germania (regioni meridionali e occidentali), Svizzera, Austria, Liechtenstein, Slovacchia (piccola parte), Ungheria, Italia, Vaticano, San Marino, Malta, Slovenia, Croazia, Bosnia ed Erzegovina, Serbia, Montenegro, Kosovo, Albania, Macedonia del Nord, Grecia, Bulgaria, Romania, Moldavia, Ucraina (parte costiera sud-occidentale con Isola dei Serpenti e Podolia), Turchia, Russia, Cipro, Siria, Libano, Iraq, Armenia, Georgia, Iran, Azerbaigian, Israele, Giordania, Palestina, Egitto, Sudan (piccola parte e per limitato periodo di tempo), Libia, Tunisia, Algeria, Marocco e Arabia Saudita (piccola parte). In totale, 52 dei 196 Stati riconosciuti nel mondo, più 3 parzialmente riconosciuti, più di ogni altro impero del mondo antico. Si espandeva su tre diversi continenti: Europa, Africa e Asia.
Nel 117 sotto Traiano ricopriva un'area di 5,0 milioni di km2, conteggiando anche gli Stati vassalli e i regni clienti. L'esatta misura della superficie governata da questo potente impero in realtà non è certa, a causa della mancanza di dati precisi, di dispute territoriali e della presenza di stati clienti il cui rapporto nei confronti di Roma non è sempre chiaro.
Pur non essendo il più vasto Stato dell’antichità, spettando tali primati all'impero achemenide, cinese e Xiongnu, quello di Roma è considerato il più grande per gestione e qualità del territorio, organizzazione socio-politica, e per l'importante eredità lasciata nella storia dell'umanità. In tutti i territori sui quali estesero i propri confini i Romani costruirono città, strade, ponti, acquedotti, fortificazioni, esportando ovunque il loro modello di civiltà e al contempo assimilando le popolazioni e civiltà assoggettate, in un processo così profondo che per secoli ancora dopo la fine dell'impero queste genti continuarono a definirsi romane. La civiltà nata sulle rive del Tevere, cresciuta e diffusasi in epoca repubblicana e infine sviluppatasi pienamente in età imperiale, è essenziale componente della civiltà occidentale.

## Definizione e concetto di Impero romano
Le due date indicate come inizio (27 a.C.) e fine (395) convenzionali di un Impero romano unitario, come spesso accade nelle definizioni dei periodi storici, sono puramente arbitrarie. In particolare per tre ragioni: sia perché non vi fu mai una vera e propria fine formale della Res publica Romana, le cui istituzioni non furono mai abolite, ma semplicemente persero il potere effettivo a vantaggio dell'imperatore; sia perché nei 422 anni tra esse compresi si alternarono due fasi caratterizzate da forme di organizzazione e legittimazione del potere imperiale profondamente diverse, il Principato e il Dominato; sia perché anche dopo la divisione dell'impero le due parti continuarono a sopravvivere, l'una sino alla deposizione dell'ultimo Cesare d'Occidente Romolo Augusto nel 476 (o più precisamente fino al 480, anno della morte del suo predecessore, Giulio Nepote, che si considerava ancora imperatore), l'altra perpetuandosi per ancora un millennio in quell'entità nota come Impero bizantino. L'anno 476 è stato inoltre convenzionalmente considerato come data di passaggio tra età antica e Medioevo.
Se per alcuni - e in parte per gli stessi antichi - già l'assunzione nel 49 a.C. della dittatura da parte di Gaio Giulio Cesare può segnare la fine della Repubblica e l'inizio di una nuova forma di governo (tanto che il nome stesso di caesar divenne titolo e sinonimo di imperatore), è anche vero che per essi l'impero di Roma esisteva già da tempo, da quando cioè la città repubblicana aveva iniziato a legare a sé i territori conquistati sotto forma di province, estendendo su di esse il proprio imperium, cioè l'autorità politico-militare dei propri magistrati (ciò accadde a partire dalla Sicilia, nel 241 a.C.).
Il 31 a.C. invece (anno in cui la flotta romana comandata dal generale Marco Vipsanio Agrippa sconfisse quella egiziana guidata da Marco Antonio e Cleopatra presso Azio, in Grecia, segnando la fine del secondo triumvirato e la definitiva sconfitta dell'unico vero avversario di Ottaviano per il predominio a Roma) rappresenta l'inizio effettivo del potere di Augusto, ponendo infatti fine a quella lunga serie di guerre civili che avevano segnato nell'ultimo secolo la crisi della Repubblica. In breve tempo, Ottaviano divenne arbitro e padrone dello Stato: inaugurò nel 27 a.C. la definitiva forma del suo principato e governò pur senza detenere nessuna carica, con una formula di primus inter pares, pater patriae (nel 2 a.C.), princeps e, soprattutto, augustus, titolo onorifico conferitogli in quell'anno dal Senato, per indicare il carattere sacrale e propiziatorio della sua persona. È vero anche che Augusto ebbe pieni poteri solo nel 12 a.C., quando divenne pontefice massimo. Durante l'anarchia militare infatti, quando alla guida di Roma c'erano due imperatori, quello che aveva più potere era quello che ricopriva anche la carica di pontefice massimo.
In realtà, però, la denominazione di imperium ha un senso più generale di quello a noi familiare: è Tito Flavio Vespasiano il primo ad assumere la carica formale di Imperator. Prima di Vespasiano, il titolo di Imperator era attribuito semplicemente al comandante in capo dell'esercito romano, che doveva essere acclamato come tale dalle sue truppe sul campo, solo in quel caso era imperator e deteneva il diritto ad inoltrare richiesta di trionfo al Senato che era libero di accordargliela o rifiutargliela. Ottaviano, del resto, rispettò formalmente le istituzioni repubblicane, ricoprendo diverse cariche negli anni che lo portarono comunque ad ottenere un potere tale, che nessun altro uomo prima di lui a Roma aveva mai ottenuto.
La vita politica, economica e sociale durante i primi secoli dell'Impero gravitava attorno all'Urbe. Roma era la sede dell'autorità imperiale e dell'amministrazione, principale luogo di scambio commerciale tra Oriente ed Occidente oltre ad essere di gran lunga la più popolata città del mondo antico con circa un milione di abitanti; per questo migliaia di persone affluivano quotidianamente nella capitale via mare e via terra, arricchendola di artisti e letterati provenienti da tutte le regioni dell'Impero.
Esisteva una netta differenza tra il vivere a Roma o nelle province: gli abitanti della capitale godevano di privilegi ed elargizioni, mentre il peso fiscale si riversava più pesantemente sulle province.
Anche tra città e campagna, tenendo conto del ceto sociale, la qualità di vita era migliore e più agiata per i cittadini, che usufruivano di servizi pubblici come terme, acquedotti, teatri e circhi.
Dall'epoca di Diocleziano, Roma perse il suo ruolo di sede imperiale a favore di altre città (Milano, Treviri, Nicomedia e Sirmio), restando, però, capitale dell'Impero, fino a quando, nel corso del V secolo, si impose sempre più Costantinopoli (la Nova Roma voluta da Costantino), anche grazie ai mutati rapporti di forza tra un Oriente ancora prospero e un Occidente in balia delle orde barbariche e sempre più prostrato dalla crisi economica, politica e demografica.
Dopo la crisi che paralizzò l'Impero nei decenni centrali del III secolo, le frontiere si fecero più sicure a partire dal regno di Diocleziano (284-305), il quale introdusse profonde riforme nell'amministrazione e nell'esercito. L'Impero poté così vivere ancora un periodo di relativa stabilità, fino almeno alla battaglia di Adrianopoli (378) e, in Occidente, fino ai primi anni del V secolo, quando si produsse una prima, pericolosa incursione da parte dei Visigoti di Alarico I (401-402), cui seguirono altre, che culminarono nel celebre sacco di Roma del 410, avvertito dai contemporanei (san Girolamo, sant'Agostino d'Ippona) come un avvenimento epocale e, da alcuni, come la fine del mondo. Gli ultimi decenni di vita dell'Impero romano d'Occidente (quello d'Oriente sopravvisse, come si è detto, per un altro millennio) furono vissuti in un clima apocalittico di morte e di miseria dalla popolazione di molte regioni dell'Impero, falcidiata da guerre, carestie ed epidemie. La conseguenza finale fu la caduta della stessa struttura imperiale.

## Cronologia dei principali eventi politici (27/23 a.C. - 476 d.C.)

### Alto Impero (27/23 a.C. - 284 d.C.)

#### Augusto

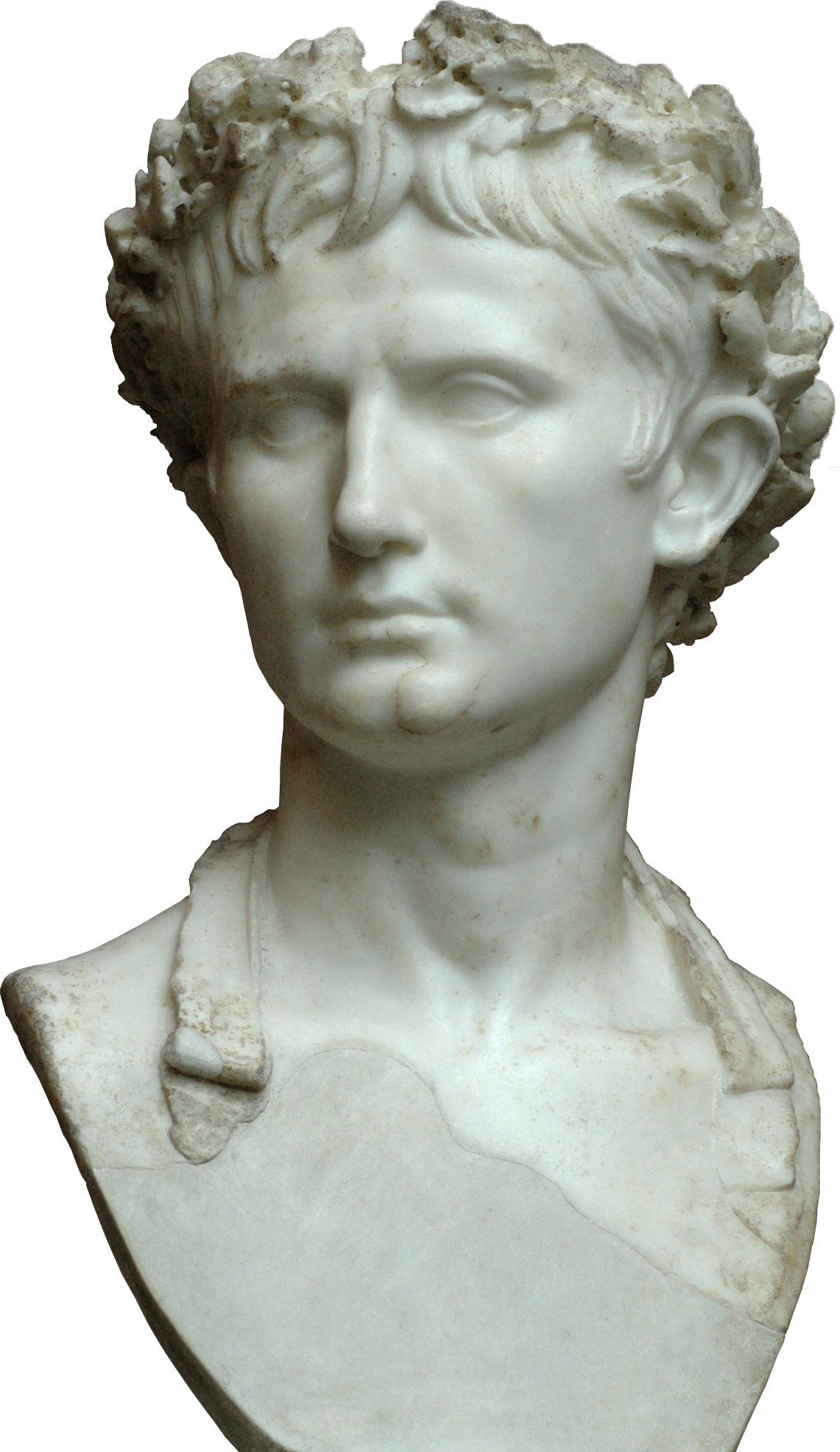
Busto di Augusto, fondatore dell'Impero romano.

Quando la Repubblica romana (509 a.C. - 27 a.C.) era ormai preda di una crisi istituzionale irreversibile, Gaio Ottavio Turino, pronipote di Giulio Cesare e da lui adottato, utilizzò il nome del padre adottivo, senza fare uso del comune appellativo "Ottaviano" che gli sarebbe spettato in quanto adottato, ma è noto come tale nella storiografia: Ottaviano rafforzò la sua posizione con la sconfitta del suo unico rivale per il potere, Marco Antonio, nella battaglia di Azio; anni di guerra civile avevano lasciato Roma quasi senza legge, ma tuttavia non era ancora del tutto disposta ad accettare il controllo di un despota. Ottaviano agì astutamente. Per prima cosa sciolse il suo esercito e indisse le elezioni. Ottenne, in tal modo, la prestigiosa carica di console. Nel 27 a.C., restituì ufficialmente il potere al Senato di Roma, e si offrì di rinunciare al suo personale governo militare e occupazione dell'Egitto. Non solo il Senato respinse la proposta, ma gli fu anche dato il controllo della Spagna, della Gallia e della Siria. Poco dopo, il Senato gli concesse anche l'appellativo di "Augusto".
Augusto sapeva che il potere necessario per un governo assoluto non sarebbe derivato dal consolato. Nel 23 a.C. rinunciò a questa carica, ma si assicurò il controllo effettivo, assumendo alcune "prerogative" legate alle antiche magistrature repubblicane. Gli fu, innanzitutto, garantita a vita la tribunicia potestas, legata in origine alla magistratura dei tribuni della plebe, che gli permetteva di convocare il Senato, di decidere, porre questioni avanti ad esso, porre il veto alle decisioni di tutte le magistrature repubblicane e di fruire della sacrale inviolabilità della propria persona. Ricevette, inoltre, l'imperium proconsulare maius et infinitum, ossia il comando supremo su tutte le milizie in tutte le provincie (questa era una delle prerogative del proconsole nella regione di sua competenza). Il conferimento da parte del Senato di queste due prerogative gli dava autorità suprema in tutte le questioni riguardanti il governo del territorio. Il 27 a.C. e il 23 a.C. segnano le principali tappe di questa vera e propria riforma costituzionale, con la quale si considera che Augusto assumesse concretamente i poteri propri di imperatore. Egli tuttavia fu solito usare titoli quali "Principe" o "Primo Cittadino".
Con i nuovi poteri che gli erano stati conferiti, Augusto organizzò l'amministrazione dell'Impero con molta padronanza. Stabilì moneta e tassazione standardizzata; creò una struttura amministrativa formata da cavalieri (era normale che gli imperatori, nel loro conflitto latente con l'aristocrazia senatoriale, si appoggiassero agli equites) e con l'erario militare previde benefici per i soldati al momento del congedo. Suddivise le province in senatorie (controllate da proconsoli di nomina senatoria) e imperiali (governate da legati imperiali).
Fu un maestro nell'arte della propaganda, favorendo il consenso dei cittadini alle sue riforme. La pacificazione delle guerre civili fu celebrata come una nuova età dell'oro dagli scrittori e poeti contemporanei, come Orazio, Livio e soprattutto Virgilio. La celebrazione di giochi ed eventi speciali rafforzavano la sua popolarità.

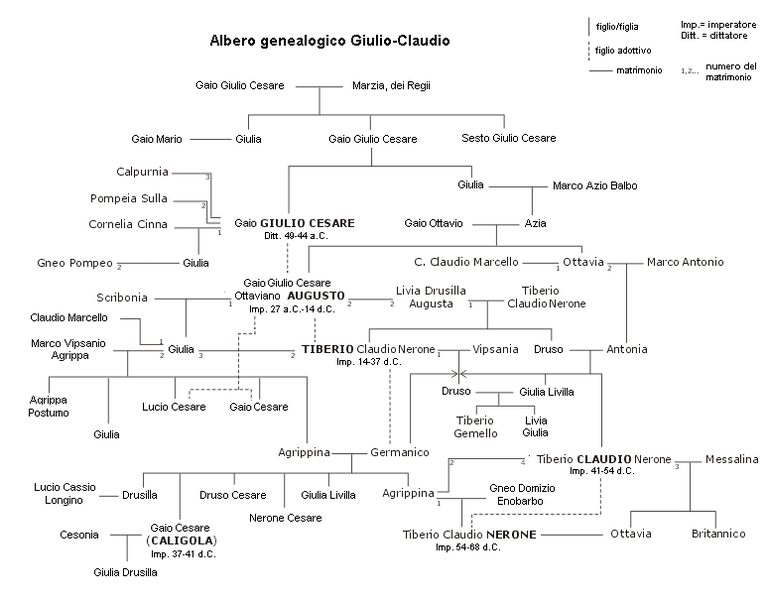
La dinastia giulio-claudia.

Augusto inoltre per primo creò un corpo di vigili, e una forza di polizia per la città di Roma, che fu suddivisa amministrativamente in 14 regioni.
Il controllo assoluto dello Stato gli permise di indicare il suo successore, nonostante il formale rispetto della forma repubblicana. Inizialmente si rivolse al nipote Marco Claudio Marcello, figlio della sorella Ottavia, al quale diede in sposa la figlia Giulia. Marcello morì tuttavia nel 23 a.C.: alcuni degli storici successivi ventilarono l'ipotesi, probabilmente infondata, che fosse stato avvelenato da Livia Drusilla, moglie di Augusto.
Augusto fece in seguito sposare la figlia al generale nonché suo fedele collaboratore, Marco Vipsanio Agrippa. Da questa unione nacquero tre figli: Gaio Cesare, Lucio Cesare e Postumo (così chiamato perché nato dopo la morte del padre). I due maggiori furono adottati dal nonno con l'intento di farne i suoi successori, ma morirono anch'essi in giovane età. Augusto mostrò anche favore per i suoi figliastri (figli del primo matrimonio di Livia) Tiberio e Druso, che conquistarono a suo nome nuovi territori nel nord.
Dopo la morte di Agrippa nel 12 a.C., il figlio di Livia, Tiberio, divorziò dalla prima moglie, figlia di Agrippa e ne sposò la vedova, Giulia. Tiberio fu chiamato a dividere con l'imperatore la tribunicia potestas, che era fondamento del potere imperiale, ma poco dopo si ritirò in esilio volontario a Rodi. Dopo la morte precoce di Gaio e Lucio nel 4 e 2 a.C. rispettivamente, e la precedente morte del fratello Druso maggiore (9 a.C.), Tiberio fu richiamato a Roma e venne adottato da Augusto, che lo designava in tal modo proprio erede.
Il 19 agosto 14, Augusto morì. Poco dopo il Senato decretò il suo inserimento fra gli dei di Roma. Postumo Agrippa e Tiberio erano stati nominati coeredi. Tuttavia Postumo era stato esiliato e venne ben presto ucciso. Si ignora chi avesse ordinato la sua morte, ma Tiberio ebbe la via libera per assumere lo stesso potere che aveva avuto il padre adottivo.

#### La dinastia giulio-claudia
La cosiddetta dinastia giulio-claudia è composta dalla serie dei primi cinque imperatori romani, che governarono l'Impero dal 27 a.C. al 68 d.C., quando Nerone si suicidò. La dinastia viene così chiamata dal nomen (il nome di famiglia) dei primi due imperatori: Gaio Giulio Cesare Ottaviano (l'imperatore Augusto), adottato da Giulio Cesare e dunque membro della gens Iulia, e Tiberio Claudio Nerone (l'imperatore Tiberio, figlio di primo letto di Livia Drusilla, terza moglie di Augusto), appartenente per nascita alla gens Claudia.
Gli imperatori della dinastia furono: Augusto (27 a.C.-14 d.C.), Tiberio (14-37), Caligola (37-41), Claudio (41-54) e Nerone (54-68).

#### I Flavi (69-96)

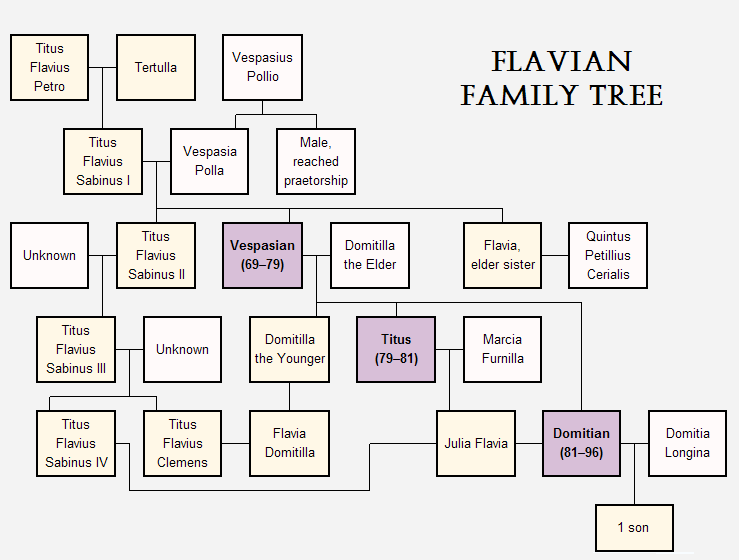
La dinastia flavia.

La prima dinastia flavia fu una delle dinastie dell'Impero romano, che detenne il potere dal 69 al 96.
I Flavii Vespasiani erano una modesta famiglia della Sabina, appartenente alla classe media, giunta poi all'ordine equestre grazie alla militanza fedele nell'esercito, che giunse al potere quando Tito Flavio Vespasiano, generale degli eserciti d'oriente, prese il potere durante l'Anno dei quattro imperatori. Gli imperatori membri della dinastia furono Vespasiano, Tito e Domiziano.

#### Imperatori adottivi, gli Antonini e l'inizio del secolo d'oro (96-193)

L'impero romano alla sua massima estensione sotto Traiano nel 117

Il periodo che va dalla fine del I alla fine del II secolo è caratterizzato da una successione non più dinastica, ma adottiva, basata sui meriti dei singoli scelti dagli imperatori come loro successori. Primo fra loro Nerva. L'Impero romano arrivò all'apice della sua potenza durante i principati di Traiano, Adriano, Antonino Pio e Marco Aurelio. Alla morte di quest'ultimo, il potere passò al figlio Commodo, che portò il principato verso una forma più autocratica e teocratica. Il potere delle istituzioni tradizionali si andò indebolendo e il fenomeno proseguì con i suoi successori, sempre più bisognosi dell'appoggio dell'esercito per governare. Il ruolo del Senato nei secoli successivi si ridusse progressivamente, fino a divenire del tutto formale. La dipendenza sempre più accentuata del potere imperiale dall'esercito condusse, nel 235 circa, a un periodo di crisi militare e politica, definito dagli storici come anarchia militare.

#### I Severi e la crisi del III secolo (193-235)

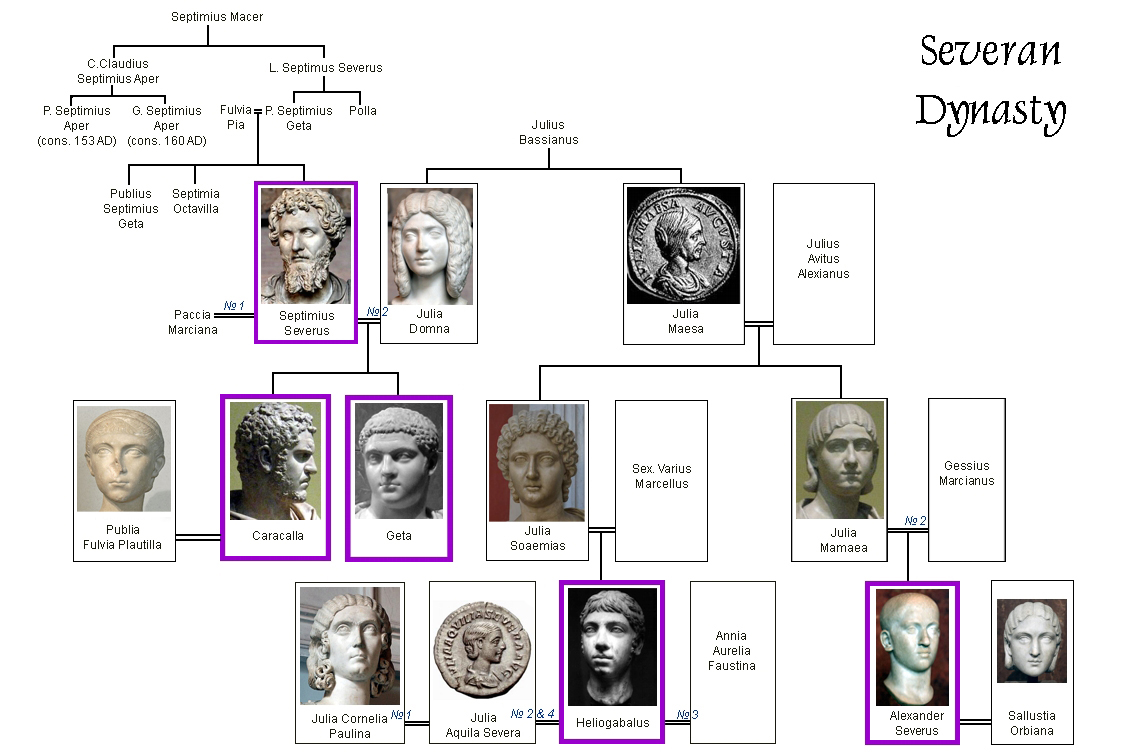
Albero genealogico dei Severi.

Dopo la morte di Commodo divenne ormai evidente come gli aspiranti imperatori dovevano passare attraverso il consenso militare più che quello del Senato. I pretendenti alla più alta carica erano di due tipi: italici, cioè persone che fino ad allora avevano formato la classe dirigente e senatoria dell'impero e che cercavano il consenso dell'esercito attraverso forti donazioni; oppure militari provenienti dalle zone periferiche e che durante la loro carriera avevano già guadagnato il consenso delle legioni che guidavano.
Nel 192 riuscì ad acquistare il titolo di imperatore Pertinace. Tre mesi dopo Didio Giuliano riuscì a farlo eliminare dai pretoriani in cambio di forti donazioni. Intanto dalle province arrivavano gli eserciti di Clodio Albino, Pescennio Nigro e Settimio Severo, tre militari che aspiravano a prendere il posto di Giuliano. Fu Severo, fondatore di una nuova dinastia, a essere nominato nuovo imperatore dal Senato. A lui succedettero i figli Caracalla e Geta, poi Macrino, Eliogabalo e infine Alessandro Severo.

#### La crisi del III secolo e l'anarchia militare (235-284)
I cinquant'anni che seguirono la morte di Alessandro Severo segnarono la sconfitta dell'idea di impero delle dinastie giulio-claudia e Antonina. Tale idea si basava sul fatto che l'Impero si fondava sulla collaborazione tra l'imperatore, il potere militare e le forze politico-economiche interne. Nei primi due secoli dell'Impero la contrapposizione tra poteri politici e potere militare si era mantenuta, anche se pericolosamente (lotte civili), all'interno di un certo equilibrio, garantito anche dalle enormi ricchezze che affluivano allo Stato e ai privati tramite le campagne di conquista. Nel III secolo, però, tutte le energie dello Stato venivano spese non per ampliare, ma per difendere i confini dalle invasioni barbare. Quindi, con l'esaurimento delle conquiste, il peso economico e l'energia politica delle legioni finirono per rovesciarsi all'interno dell'Impero invece che all'esterno, con il risultato che l'esercito, che era stato il fattore principale della potenza economica, finì per diventare un peso sempre più schiacciante, mentre la sua prepotenza politica diventava una fonte permanente di anarchia.
Nei quasi cinquant'anni di anarchia militare si succedettero ben 21 imperatori acclamati dall'esercito, quasi tutti morti assassinati. Inoltre, l'Impero dovette affrontare contemporaneamente una serie di pericolose incursioni barbariche (Goti, Franchi, Alemanni, Marcomanni) che avevano sfondato il limes renano-danubiano a nord e l'aggressività della dinastia persiana dei Sasanidi, che aveva sostituito i Parti. Solo grazie alla determinazione di una serie di imperatori originari della Dalmazia, l'Impero, giunto sull'orlo della disgregazione e del collasso (intorno al 270 era avvenuta anche la secessione di alcune province, in cui si erano formate due entità separate dal governo di Roma: l'Imperium Galliarum in Gallia e in Britannia, e il Regno di Palmira in Siria, Cilicia, Arabia, Mesopotamia ed Egitto), riuscì a riprendersi.
Nel 235 divenne imperatore Massimino, proveniente dalla Tracia: fu il primo tra gli imperatori a poter vantare solo umilissime origini. Il fatto che la sua carriera fosse legata esclusivamente all'esercito (non si curò nemmeno di comunicare l'elezione al Senato) dimostra come i nobili senatori e i ricchi finanzieri stessero perdendo il loro potere. Si credeva addirittura che facesse parte di una famiglia dediticia, cioè di quelle famiglie cui anche dopo l'editto di Caracalla non era stata riconosciuta la cittadinanza romana. Il suo regno ebbe una vita breve, giusto il tempo di difendere i confini nella zona del Danubio.
Nel 238 le province africane (un "feudo" di nobili senatori) in rivolta contro la politica fiscale di Massimino, volta a compiacere l'esercito, elessero nuovo imperatore Gordiano I, il quale affiancò alla guida dell'impero suo figlio Gordiano II. Dopo pochi mesi venne assassinato da uomini fedeli a Massimino. Dopo l'assassinio di Gordiano I il Senato elesse due imperatori: Balbino e Pupieno. Fu quest'ultimo a sconfiggere definitivamente Massimino e a nominare suo successore Gordiano III.
Poco dopo essere stato nominato imperatore dall'esercito con il consenso del Senato, Gordiano III decise di affrontare l'impero persiano, rinato sotto la nuova dinastia dei Sasanidi. Gordiano III affiancò come proprio consigliere il prefetto Temesiteo. Tuttavia morì durante il conflitto e venne sostituito da Giunio Filippo, figlio di un cittadino romano dell'Arabia.
Nel 244 il prefetto Giunio Filippo, chiamato Filippo l'Arabo per le sue origini, tradì il suo imperatore e ne prese il posto, affrettandosi a stipulare una pace con i Persiani. Poi raggiunse immediatamente la zona del Danubio per affrontare e sconfiggere i Carpi. Filippo l'Arabo è ricordato come l'imperatore che organizzò e celebrò, nel 248, i giochi e gli spettacoli per i mille anni della fondazione di Roma. L'imperatore (paradossalmente un "non-romano") predispose che tale festività dovesse essere celebrata con giochi grandiosi (lotte gladiatorie ed esibizioni di animali esotici) sia per celebrare nel modo più solenne l'evento, sia per dimostrare la forza e la grandezza dell'Impero. Una grandezza oramai del tutto apparente se si pensa che a distanza di pochi mesi dall'evento i goti forzarono il limes mettendo la Grecia a ferro e fuoco, devastando Atene e Sparta. Nel 249 Filippo l'Arabo morì in battaglia (o venne forse assassinato dai propri uomini), mentre si scontrava nei pressi di Verona con Decio, proclamato imperatore dalle legioni pannoniche.
Nel 249 divenne, quindi, imperatore Decio. Egli avviò una feroce repressione verso i cristiani: questo soprattutto per una politica di rafforzamento dell'autorità imperiale attraverso il culto dell'Imperatore, collante fondamentale per un Impero che stava crollando. Morì assassinato dal suo luogotenente Treboniano Gallo, mentre combatteva contro i Goti in Mesia.
Era il 251 quando Gaio Vibio Treboniano Gallo venne proclamato imperatore, ma anch'egli morì assassinato dal suo luogotenente Emiliano due anni dopo, in Mesia.
L'incarico di imperatore di Emiliano durò solo tre mesi.
Gli succedette Valeriano. Appena eletto, Valeriano nominò Augusto d'Occidente suo figlio Gallieno, mentre per sé mantenne il controllo della parte orientale, dove dovette affrontare i Goti. Dopo averli sconfitti, nel 260, Valeriano cominciò una guerra contro il regno persiano, ma cadde prigioniero del re persiano Sapore, lasciando tutto l'impero al figlio Gallieno.
Gallieno, divenuto imperatore, trovò difficoltà a mantenere il territorio unito. Nella zona occidentale è nato il Regnum Gallicum, di cui Postumo è il re. Nelle zone orientali, un certo Macriano, un ufficiale dell'esercito stanziato in Oriente, cercava di prendere il potere. Gallieno allora chiese aiuto a Settimio Odenato, un notabile di Palmira, città carovaniera, punto di incontro tra l'Impero romano e le zone interne dell'Asia. In cambio Odenato ottenne una specie di sovranità sulla parte orientale dell'Impero, ricevendo il titolo di Dux Orientis, questo però portò alla nascita di una nuova potenza, il Regno di Palmira, a causa dell'ambizione della moglie di Odenato, Zenobia. In campo amministrativo Gallieno decise di reclutare i comandanti delle legioni non più solo tra i senatori, ma anche dagli equites o da semplici militari di umili origini la cui carriera era legata all'esercito. Gallieno morì assassinato nel 268 da ufficiali illirici.

#### Gli imperatori illirici (268-284) e inizio della ripresa di Roma
Nel 268 fu imperatore di nuovo un militare: Claudio II detto il Gotico, proveniente dalle zone illiriche. Nelle zone balcaniche si impegnò nell'arginare le incursioni gotiche. Morì a Sirmio a causa della peste che in quegli anni falciò l'Illiria.
Nel 270 divenne imperatore Aureliano. Intanto i due regni di Gallia e Palmira erano passati rispettivamente a Pio Tetrico e a Zenobia. Primo obiettivo di Aureliano fu la riconquista di Palmira, che avvenne tra il 271 e il 273. Tornando in Occidente riconquistò anche il regno gallico, riunificando l'Impero romano e guadagnandosi il titolo di restitutor orbis. Aureliano viene anche ricordato anche come colui che costruì le mura di Roma, che fra alti e bassi sarebbero durate per sempre. Con Aureliano terminò il periodo più cupo dell'impero romano, e ne iniziò un altro migliore consentendo la ripresa economica con pieno di succedette Marco Claudio Tacito, imperatore dal 275 al 276.
Nel 276 divenne imperatore Marco Annio Floriano, ma per pochissimo tempo. Di rilievo furono: Marco Aurelio Probo, imperatore dal 276 al 282 che si fece notare per aver sconfitto ripetutamente i barbari sul Reno e il Danubio, Marco Aurelio Caro imperatore dal 282 al 283, Numeriano e Carino.
Numeriano fu imperatore dal 283 al 284. Riuscì a dare vita ad un brevissimo periodo di recupero economico e culturale, inaugurando più di 50 giorni di festività un po' dappertutto nell'impero, da Nîmes a Roma, da Olimpia ad Antiochia. Carino fu imperatore dal 284 al 285.

### Tardo impero (284-476)

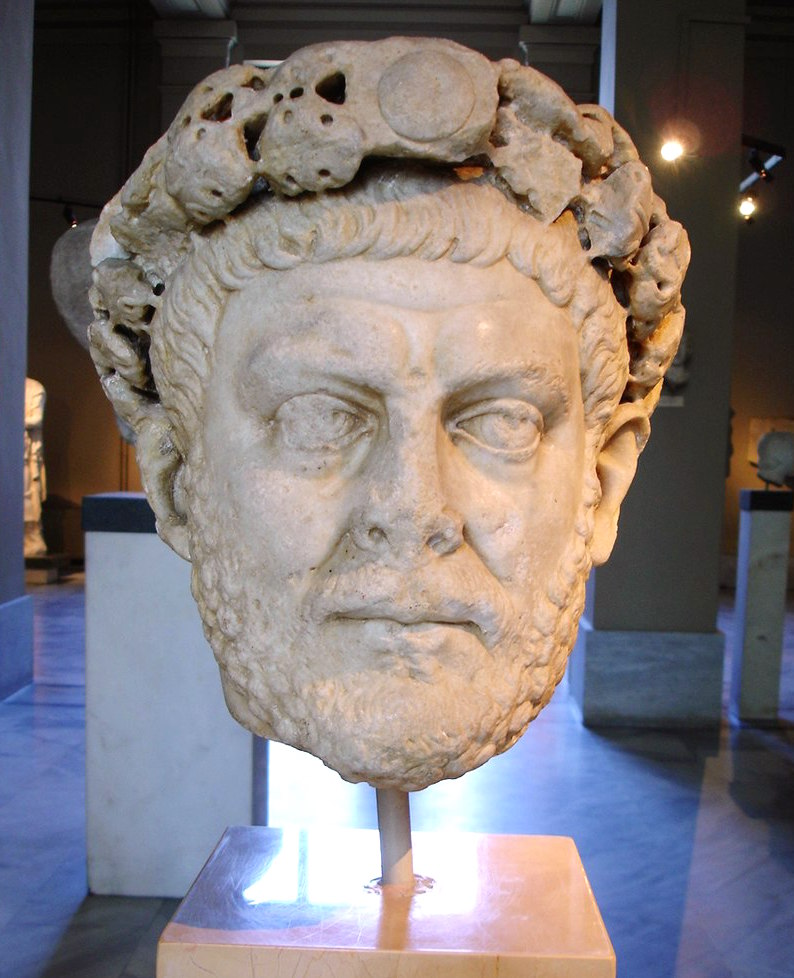
Busto di Diocleziano.

#### Consolidamento della ripresa di Roma
Nel 284 salì al potere il generale illirico Diocleziano che consolidò la ripresa dell'impero di Roma ponendo definitivamente fine alla crisi del III secolo. Egli riorganizzò il potere imperiale istituendo la tetrarchia, ovvero una suddivisione dell'impero in quattro parti, due affidate agli augusti (Massimiano e lo stesso Diocleziano) e due affidate ai cesari (Costanzo Cloro e Galerio), che erano anche i successori designati. Le province furono accresciute in numero e riunite in diocesi, e in questa circostanza anche l'Italia venne suddivisa in province. Più in generale si verificò in questi anni una progressiva marginalizzazione delle aree più antiche dell'impero a vantaggio dell'Oriente, forte di tradizioni civiche più antiche e di un'economia mercantile maggiormente consolidata, assai più prospero quanto a politica, amministrazione e cultura.
Malgrado il fallimento della tetrarchia, materializzatosi con il ritiro a vita privata di Diocleziano e le conseguenti guerre civili, si andò imponendo una forma di monarchia assoluta detta Dominato dagli storici moderni, fondata sulla predominanza dell'esercito e su una forte burocrazia. Della vecchia aristocrazia senatoria che aveva guidato insieme al Principe l'Impero restavano soltanto gli ozii culturali, l'immane ricchezza e gli enormi privilegi rispetto alla massa del popolo, ma il potere ormai era nelle mani della corte imperiale e dei militari. Diocleziano, inoltre, per meglio sottolineare l'incontestabilità e la sacralità del proprio potere, evitando così le continue usurpazioni che avevano provocato la grave crisi politico-militare del III secolo, decise di evidenziare la distanza fra sé e il resto dei sudditi, introducendo rituali di divinizzazione dell'imperatore tipicamente orientali. Il problema più grave per la stabilità dell'Impero rimase, però, quello di una regolare successione, che né Diocleziano con il sistema tetrarchico né Costantino I con il ritorno al sistema dinastico riuscirono a risolvere. Inoltre, in ambito economico-finanziario, né Diocleziano né Costantino riuscirono a risolvere i problemi che assillavano da tempo l'Impero, ovvero l'inflazione galoppante e la pressione fiscale oppressiva: l'editto sui prezzi massimi stabilito nel 301 da Diocleziano per calmierare le merci in vendita sul mercato si rivelò fallimentare, mentre Costantino con l'introduzione del solidus riuscì a stabilizzare il valore della moneta forte, preservando il potere d'acquisto dei ceti più ricchi, ma a scapito di quello dei ceti più poveri, che furono abbandonati a sé stessi.

#### La tetrarchia (284-305)
La struttura dell'Impero romano si era ormai evoluta, ai tempi di Diocleziano, in una specie di dualismo tra la città di Roma, amministrata dal Senato, e l'Imperatore, che invece percorreva l'impero e ne ampliava o difendeva i confini. Il rapporto tra Roma e l'Impero era ambivalente: se l'Urbe era il punto di riferimento ideale della "Romània", in ogni caso il potere assoluto era ormai passato al monarca o dominus, l'Imperatore, che spostava il suo luogo di comando a seconda delle esigenze militari dell'Impero. Ormai era chiaro il decadimento di Roma come centro nevralgico dell'Impero.
Il nuovo sistema tetrarchico si rivelò efficace per la stabilità dell'impero e rese possibile agli augusti di celebrare i vicennalia, ossia i vent'anni di regno, come non era più successo dai tempi di Antonino Pio. Restava da mettere alla prova il meccanismo della successione: il 1º maggio del 305 Diocleziano e Massimiano abdicarono, ma la tetrarchia si rivelò un fallimento politico, generando una nuova ondata di guerre civili.

#### Le guerre civili (306-324)
Il 1º maggio del 305 Diocleziano e Massimiano abdicarono (ritirandosi il primo a Spalato e il secondo in Lucania) a vantaggio dei rispettivi Cesari, Galerio per l'oriente e Costanzo Cloro per l'occidente. Il sistema rimase invariato fino alla morte di Costanzo Cloro avvenuta ad Eburacum il 25 luglio del 306.
Con la morte di Costanzo Cloro il sistema andò in crisi, portando a una nuova guerra civile. Alla fine, dopo undici anni in cui l'Impero romano fu retto da due soli Augusti, Costantino e Licinio, si giunse allo scontro finale, quando nel 324, Licinio, assediato a Nicomedia, decise di consegnarsi al rivale, il quale lo mandò in esilio come privato cittadino a Tessalonica (messo a morte l'anno successivo). Costantino era ora l'unico padrone del mondo romano. L'anno successivo il nuovo imperatore d'Occidente ed Oriente partecipò al Concilio di Nicea I.

#### Costantino e i Costantinidi (324-363)

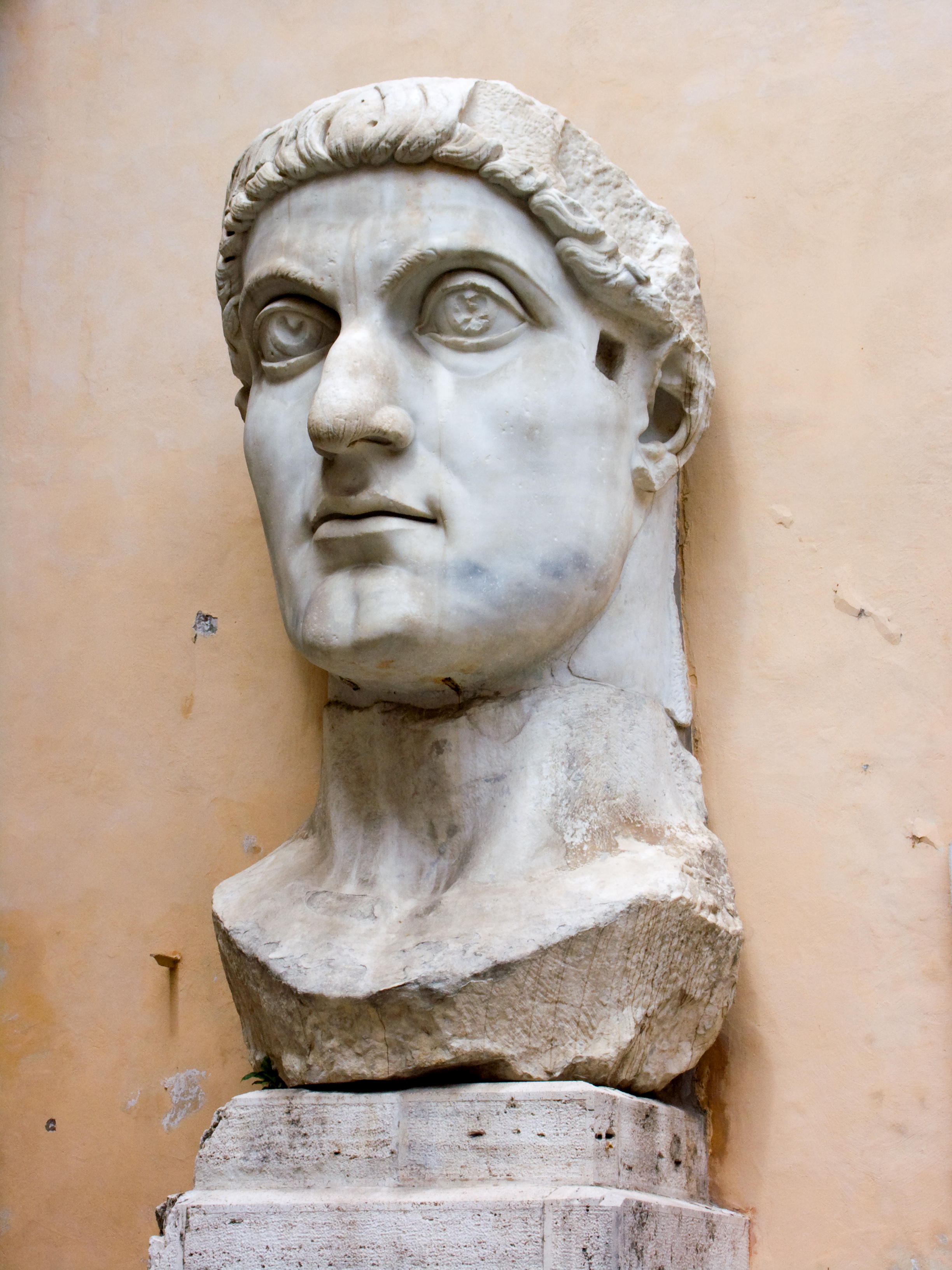
Costantino I detto il Grande, primo imperatore cristiano.

Nel 324 iniziano invece i lavori per la fondazione della nuova capitale, Costantinopoli. La fase dalla riunificazione imperiale alla morte di Costantino il Grande (avvenuta nel 337), vide l'imperatore riordinare l'amministrazione interna e religiosa, oltre a consolidare l'intero sistema difensivo.
Il 18 settembre 335, Costantino elevò il nipote Dalmazio al rango di cesare, assegnandogli la Tracia, l'Acaia e la Macedonia, con probabile capitale a Naisso e compito principale la difesa di quelle province contro i Goti, che le minacciavano di incursioni. Costantino divise così di fatto l'impero in quattro parti, tre per i figli e una per il nipote. palesando così la propria preferenza per l'accesso della linea dinastica diretta al trono.
Morto Costantino (22 maggio del 337), durante quella stessa estate si ebbe un eccidio, per mano dell'esercito, dei membri maschili della dinastia costantiniana e di altri esponenti di grande rilievo dello Stato: solo i tre figli di Costantino e due suoi nipoti bambini (Gallo e Giuliano, figli del fratellastro Giulio Costanzo) furono risparmiati. Nel settembre dello stesso anno i tre cesari rimasti (Dalmazio era stato vittima della purga) si riunirono a Sirmio in Pannonia, dove il 9 settembre furono acclamati imperatori dall'esercito e si spartirono l'Impero.
La divisione del potere tra i tre fratelli durò poco: Costantino II morì nel 340, mentre cercava di rovesciare Costante I; nel 350 Costante fu rovesciato dall'usurpatore Magnenzio, e poco dopo Costanzo II divenne unico imperatore (dal 353), riunificando ancora una volta l'Impero. Il periodo poi fu caratterizzato da un venticinquennio di guerre lungo il limes orientale contro le armate sasanidi, prima da parte di Costanzo II e poi del nipote Flavio Claudio Giuliano (tra il 337 e il 363). Nel 361 venne proclamato augusto Giuliano, Cesare in Gallia. Il suo governo durò solo tre anni, eppure ebbe grande importanza, sia per il tentativo di ristabilire un sistema religioso politeistico (per questo fu detto l'Apostata), sia per la campagna militare condotta contro i Sasanidi.

#### I Valentiniani e Teodosio (364-395)
Nel 364 fu incoronato imperatore Valentiniano I; quest'ultimo, su richiesta dell'esercito, nominò un collega (il fratello Valente) a cui assegnò la parte orientale dell'Impero. Valentiniano si dimostrò comunque un buon governante: egli infatti mise fine a molti degli abusi che avvenivano ai tempi di Costanzo, promulgò alcune leggi a favore del popolo (condannò l'esposizione dei neonati e istituì nei quattordici quartieri di Roma altrettanti medici), e favorì l'insegnamento della retorica, una scienza ormai in declino. Inoltre ottenne anche alcuni successi contro i Barbari, ma morì durante queste campagne militari nel 375.
Venne nominato suo successore in Occidente il figlio Graziano, che lo divise fra lui e il fratellastro Valentiniano II. Frattanto orde di germani (soprattutto Goti), pressati dagli Unni, chiesero ai Romani di potersi stanziare in territorio romano. I Romani accettarono a condizione che i Barbari consegnassero tutte le loro armi e si separassero dai figli. Una volta entrati in territorio romano nel 376, i Goti subirono tali maltrattamenti da ribellarsi e scontratisi con l'imperatore Valente, ottennero nel 378 un grande successo presso Adrianopoli, una delle peggiori disfatte per i Romani. Alla fine l'Augusto Teodosio I (successore di Valente in oriente) fu costretto a riconoscere i Goti come foederati. Nel 382 l'Augusto Graziano abolì definitivamente ogni residuo di paganesimo: il titolo di pontefice massimo, i finanziamenti pubblici ai sacerdoti pagani, la statua e l'ara della Vittoria ancora presenti nella curia. Graziano venne poi ucciso dai sudditi dell'usurpatore in Britannia e Gallia Magno Massimo e Valentiniano II fuggì con la famiglia a Costantinopoli, dando la sorella Galla in sposa a Teodosio I, che sconfisse Magno Massimo facendo Augusto d'Occidente il cognato, che morì nel 392 senza eredi. Il Senato proclamò Augusto al suo posto Flavio Eugenio, non riconosciuto da Teodosio I, che lo combatté e lo sconfisse sul fiume Frigido e il Senato di Roma riconobbe Teodosio I Augusto d'Occidente, riunificando per l'ennesima volta l'Impero.

#### Due imperi (395-476)
Sotto Teodosio I l'Impero fu per l'ultima volta unito. Egli, poi, con l'editto di Tessalonica (e decreti successivi), proibì qualsiasi culto pagano, decretando in tal modo la trasformazione dell'impero in uno Stato cristiano. Teodosio nominò suoi eredi con pari dignità i due figli: l'Impero romano d'Occidente al figlio Onorio, mentre l'Impero romano d'Oriente o Impero bizantino (da Bisanzio, la sua capitale) al figlio Arcadio. Alla sua morte, avvenuta nel 395, l'Impero si divise pertanto in due parti, che non furono mai più riunite.
Formalmente l'Impero continuava ad essere unico, semplicemente governato da due imperatori, uno governante la parte occidentale e uno la parte orientale; quando vi era un periodo di interregno in Occidente, l'Imperatore d'Oriente, in attesa che venisse nominato un nuovo imperatore d'Occidente, formalmente regnava anche sull'Occidente, e viceversa; il codice teodosiano, promulgato dall'imperatore d'Oriente Teodosio II, era valido anche in Occidente. Nei fatti, le due parti dell'Impero non furono mai riunite, e le differenze culturali tra Occidente e Oriente e i rapporti non sempre pacifici tra le due parti dell'Impero, accentuarono il processo di separazione delle due parti in due imperi separati.
La parte occidentale, più provata economicamente, politicamente, militarmente, socialmente e demograficamente per via delle continue lotte dei secoli precedenti e per la pressione delle popolazioni barbariche ai confini entrò ben presto in uno stato irreversibile di decadenza e, fin dal primo ventennio del V secolo, gli imperatori d'Occidente videro venir meno la loro influenza in tutto il nord Europa (Gallia, Britannia, Germania) e in Spagna, mentre gli Unni, negli stessi anni, si stabilivano in Pannonia.

##### Declino e caduta dell'Impero d'Occidente (395-476)

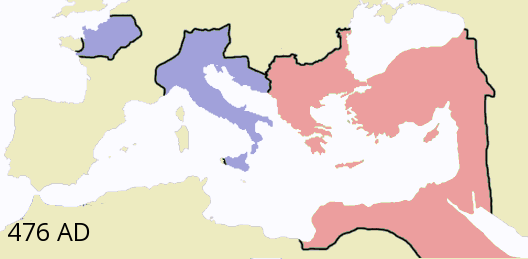
L'Impero romano nel 476

Dopo il 395, gli Imperatori d'Occidente erano di solito imperatori fantoccio, i veri regnanti erano generali che assunsero il titolo di magister militum, patrizio o entrambi—Stilicone dal 395 al 408, Costanzo dal 411 al 421, Ezio dal 433 al 454 e Ricimero dal 457 al 472.
L'inizio del declino avvenne quando i Visigoti, condotti dal loro re Alarico I, attaccarono l'Impero d'Occidente (401), venendo però sconfitti dal generale Stilicone (402); il richiamo di molte truppe poste a difesa della Gallia, resosi necessario per affrontare la minaccia gota, facilitò l'attraversamento del Reno, avvenuto il 31 dicembre del 406, da parte di molte popolazioni germaniche (Alani, Vandali, Suebi) che dilagarono nelle diocesi galliche e, fatta eccezione per i Burgundi stanziatisi lungo il corso del Reno, si stanziarono in Spagna (409). Negli anni successivi la situazione si fece ancora più grave con l'insurrezione delle province galliche che elessero vari usurpatori (406-411), l'assassinio di Stilicone (408), l'abbandono della Britannia da parte delle legioni romani ivi stanziate che favorì il distacco dell'isola dall'Impero (410) e il sacco di Roma a opera dei Goti di Alarico (410), che venne percepito come un avvenimento tragico e quasi un'anticipazione della fine del mondo romano.
Il generale Flavio Costanzo tentò di risollevare le sorti dell'Impero con parziali successi: sconfisse gli usurpatori nelle Gallie ripristinando la concordia interna, giunse a un accordo con i Visigoti concedendo loro lo stanziamento in Aquitania (418) e li usò come Foederati per combattere Vandali e Alani in Spagna. Dopo i primi successi della coalizione romano-visigota in Spagna (416-418), tuttavia, i Vandali e gli Alani si unirono in un'unica coalizione che riuscì a recuperare la Spagna meridionale per poi abbandonarla invadendo l'Africa (429). Nel 439 Cartagine fu conquistata dai Vandali condotti dal re Genserico. La perdita dell'Africa settentrionale fu un duro colpo per l'Impero non solo perché essa costituiva il granaio dell'Impero ma anche per il gettito fiscale che produceva. Nel 442 Genserico accettò di restituire ai Romani le Mauritanie e parte della Numidia, ma queste province non erano molto produttive, a maggior ragione dopo essere state devastate dai Vandali.
Nel frattempo nelle Gallie emergeva la figura del generale Flavio Ezio, uno degli ultimi grandi generali romani; questi, con l'aiuto dei suoi alleati Unni, riuscì a contenere le pretese espansionistiche di Visigoti e Burgundi in Gallia e a recuperare l'Armorica, che si era staccata dall'Impero essendo in quella regione insorti i contadini briganti (i cosiddetti Bagaudi). Non poté però evitare, in Spagna, la perdita di Betica e Cartaginense, che finirono in mano sveva. L'unica provincia spagnola rimasta in mano imperiale era la Tarraconense, dove tuttavia erano insorti i Bagaudi, creando ulteriori difficoltà al governo centrale. Negli anni 440 tuttavia l'aiuto degli Unni venne meno a causa dell'ascesa al trono di Attila (e di suo fratello): Attila, dopo aver attaccato più volte l'Impero orientale costringendolo a pagare pesanti tributi, all'inizio degli anni 450 si volse contro la metà occidentale venendo però sconfitto in Gallia dal generale Ezio; Attila tentò l'invasione dell'Italia l'anno successivo ma anch'essa si risolse in un fallimento sostanziale. Dopo il decesso di Attila l'Impero unno cessò di essere una temibile minaccia e finì per disgregarsi.
Dopo la sconfitta di Attila e gli assassinii del generale Ezio e dell'Imperatore Valentiniano III, i Vandali ripresero l'offensiva conquistando tutta l'Africa romano-occidentale, la Sicilia, la Sardegna e le Baleari, e saccheggiando Roma (455). Il generale romano di origini germane Ricimero assunse il potere, eleggendo imperatori fantoccio che egli manovrava da dietro le quinte, fatta eccezione che per Giulio Valerio Maggioriano, imperatore dal 457 al 461 che tentò disperatamente, coi pochi e limitati mezzi a disposizione, di risollevare le sorti dell'Impero, riuscendo a pacificare la Gallia e a riconquistare la quasi totalità della Spagna, salvo poi essere tradito e deposto dallo stesso Ricimero (da lui nominato patrizio d'Italia) in seguito alla fallimentare spedizione volta alla riconquista del regno di Genserico in Africa (aiutato proprio dal patrizio Ricimero a distruggere la flotta di Maggioriano ancorata a Porto Illicitanus). Era chiaro che per mantenere in vita l'Impero d'Occidente bisognava sconfiggere i Vandali e a questo fine l'Imperatore d'Oriente Leone allestì una mastodontica spedizione, in coalizione con l'Occidente, contro i Vandali nel 468. Prima della spedizione, Leone I costrinse Ricimero ad accettare come nuovo Imperatore d'Occidente il "greco" Antemio. La spedizione si rivelò però un disastro e non poté essere ritentata, perché l'Impero d'Oriente non aveva più soldi per allestirne un'altra.
In seguito al fallimento della guerra di riconquista dell'Africa (che avrebbe potuto ritardare di parecchio la caduta dell'Impero perché in seguito al riscatto del gettito fiscale delle province africane le entrate sarebbero aumentate e si sarebbe potuto allestire un esercito più efficiente con cui potere tentare la riconquista delle altre province), si realizzò il disfacimento di ciò che restava dell'Impero d'Occidente. Il re dei Visigoti Eurico attaccò ciò che rimaneva dei possedimenti romani in Gallia, spingendosi fino alla Loira a Nord e fino alla Provenza a est, mentre anche la maggior parte della Spagna veniva sottomessa dalle armi visigote. Anche i Burgundi si espansero nella valle del Rodano, mentre in Italia, dopo la caduta dell'Impero unno, numerosi germani migrarono in territorio imperiale arruolandosi nell'esercito romano: tra questi vi era Odoacre.
Nel 476 i soldati germani arruolatisi nell'esercito romano pretesero dall'Imperatore un terzo delle terre e di fronte al rifiuto si rivoltarono, assediarono Flavio Oreste (padre dell'imperatore) a Pavia, e poi lo uccisero, e deposero l'ultimo Imperatore d'Occidente (figlio di Flavio Oreste), il poco meno che ventenne Romolo Augusto. Tutta l'Italia era in mano a Odoacre, il capo dei rivoltosi, che mandò le insegne Imperiali all'imperatore d'Oriente Zenone. Odoacre richiedeva che il suo controllo sull'Italia fosse formalmente riconosciuto dall'Impero, mentre Giulio Nepote (costretto a fuggire pochi anni prima da Oreste) gli chiedeva aiuto per riavere il trono. Zenone garantì a Odoacre il titolo di patrizio e Nepote fu dichiarato formalmente imperatore; tuttavia, Nepote non ritornò mai dalla Dalmazia, anche se Odoacre fece coniare monete col suo nome. Dopo la morte di Nepote nel 480, Zenone rivendicò la Dalmazia per l'Oriente; J. B. Bury considera questa la fine reale dell'Impero d'Occidente. Odoacre attaccò la Dalmazia, e la guerra finì con la conquista dell'Italia da parte di Teodorico il Grande, Re degli Ostrogoti, sotto l'autorità di Zenone.
Rimaneva però in mani "romane" ancora la parte settentrionale della Gallia, che nel 461 si era resa indipendente dal governo centrale ed era governata da Siagrio; quest'ultimo territorio ancora in mano romano-occidentale, detto comunemente Dominio di Soissons, cadde solo nel 486 per mano dei Franchi di Clodoveo, che intuite le potenzialità di un'alleanza col papa di Roma, fu il primo re barbaro a convertirsi al Cristianesimo, agendo così da voltagabbana nei confronti dell'alleanza stipulata da suo padre Childerico con il magister militum Egidio, padre di Siagrio. La fine dell'impero occidentale rappresentò la fine dell'unità romana del bacino mediterraneo (il cosiddetto mare nostrum) e privò la romanità superstite dell'antica patria. La perdita di Roma costituì un evento di capitale importanza che segnò il tramonto definitivo di un mondo.

#### Sopravvivenza dell'Oriente: la trasformazione nell'Impero bizantino (395-1453)
Mentre l'Impero d'Occidente declinò durante il V secolo, il più ricco Impero d'Oriente continuò ad esistere per oltre un millennio, con capitale Costantinopoli. In quanto incentrato sulla città di Costantinopoli, gli storici moderni lo chiamano «Impero bizantino», anche per distinguerlo dall'Impero romano classico, incentrato sulla città di Roma. Tuttavia gli Imperatori bizantini e i loro sudditi non si definirono mai tali ma continuarono a fregiarsi del nome «Romani» fino alla caduta dell'Impero, quando ormai non avevano più nulla di romano. Al tempo dell'esistenza dell'Impero bizantino, molte popolazioni continuarono a chiamarlo «romano» (ad esempio i Persiani, gli Arabi e i Turchi) mentre le popolazioni dell'occidente latino (ma anche gli Slavi), soprattutto dopo l'800 (incoronazione di Carlo Magno), lo definivano «Impero greco», per la sua ellenicità. Il termine «bizantino» fu coniato da Du Cange (1610-1688), quasi due secoli dopo la caduta dell'Impero (1453); il termine venne poi reso popolare dagli storici illuministi, che disprezzavano l'Impero. Il motivo per cui Du Cange e gli illuministi decisero di dare ai Romani d'Oriente il nome di Bizantini, secondo Clifton R. Cox, sarebbe questo:
- la fase classica dell'antichità greca e romana, periodo di gloria terminato con la caduta di Roma;
- la fase medievale, periodo d'oscurità e di declino;
- la fase moderna, periodo di riabilitazione nel quale rifioriscono le antiche virtù.

Inseriti in questo schema ideologico di pensiero, Du Cange e i suoi contemporanei non potevano accettare che i bizantini fossero greci o romani, visto che, sotteso ai termini greci e romani, c'era il glorioso periodo classico terminato con la caduta di Roma. In aggiunta a ciò si sovrappose il pregiudizio religioso: la cattolica Francia guardava alle Chiese Ortodosse d'Oriente come a quelle maggiormente scismatiche ed eretiche".»
Nel periodo proto-bizantino (da Costantino fino a Eraclio, 330-641) l'Impero mantenne un carattere multietnico e molte delle istituzioni del Tardo Impero (al punto che alcuni storici anglofoni prolungano la durata del Tardo Impero romano fino al 602/610/641) e continuava a estendersi su buona parte del Mediterraneo, soprattutto dopo le conquiste effimere di Giustiniano I (Italia, Dalmazia, Spagna meridionale e Nord Africa). Nonostante ciò, le influenze orientali lo portarono gradualmente a evolversi, divenendo sempre più un Impero greco: già al tempo di Giustiniano, pur essendo ancora il latino lingua ufficiale, la popolazione delle province orientali ignorava il latino, al punto che l'Imperatore dovette scrivere molte delle sue leggi in greco, per renderle comprensibili alla popolazione; lo stesso Giustiniano abolì il consolato (541) e, pur mantenendo in massima parte il sistema provinciale elaborato da Diocleziano e Costantino (con l'Impero suddiviso in prefetture, diocesi e province), abolì le diocesi nella prefettura d'Oriente e unificò autorità civile e militare nelle mani del dux in alcune province che lo richiedevano particolarmente per la loro situazione interna; né va dimenticato che già sotto Giustiniano l'Imperatore aveva assunto un carattere teocratico, ingerendosi pesantemente proprio per questo motivo nelle questioni religiose (cesaropapismo). Un altro passo in avanti nel processo di rinnovamento dell'Impero fu attuato dall'Imperatore Maurizio (582-602) nel tentativo di proteggere le province occidentali sotto la minaccia dei Longobardi e dei Visigoti: egli infatti riorganizzò le prefetture d'Italia e Africa in altrettanti esarcati (retti da esarchi, con autorità sia civile e militare), abolendo nelle province occidentali la netta separazione tra autorità civile e militare stabilita da Diocleziano.
Le riforme dello Stato e gli effimeri successi militari di Maurizio, attuate per risollevare lo Stato tardo-romano ormai decadente, non furono però sufficienti e, a causa del malgoverno del tiranno Foca (602-610), il riformatore dell'Impero Eraclio (610-641) ereditò dal suo predecessore una situazione disastrosa con le province balcaniche devastate dagli Avari e quelle orientali occupate dai Persiani; ebbene con Eraclio l'Impero riuscì a trovare nuova linfa vitale, rinnovando profondamente l'organizzazione dell'esercito e delle province con la riforma dei temi: vengono abolite diocesi e prefetture, sostituite con circoscrizioni militari dette temi, governate dallo stratego con pieni poteri sia civili che militari; i soldati dell'esercito posto a difesa del tema (stratioti), come già in passato avveniva con i limitanei, ricevevano dal governo un lotto di terra da coltivare da cui dovevano ricavare gran parte del loro sostentamento, poiché la loro paga in denaro veniva ridotta di molto. Sempre Eraclio dichiarò il greco lingua ufficiale al posto del latino e ellenizzò le cariche, i cui nomi vengono tradotti in greco.
A causa di queste riforme, l'Impero romano d'Oriente aveva ormai perso in massima parte le proprie connotazioni romane, divenendo quello che gli storici moderni chiamano Impero bizantino, di lingua, cultura e istituzioni greche. Ad accentuare il carattere di ellenizzazione contribuì il restringimento dei confini dell'Impero: esso infatti non si estendeva più su quasi tutto il bacino del Mediterraneo ma in massima parte su zone di lingua e etnia greca; infatti, se Eraclio vinse i Persiani recuperando le province orientali, queste andarono di nuovo perse pochi anni dopo sotto l'espansionismo del nascente Islam; il risultato fu che, a parte alcuni frammenti dell'Italia e alcune enclave nei Balcani, l'Impero ora comprendeva solo la Tracia e l'Anatolia profondamente ellenizzate. L'Impero romano d'Oriente da quel momento in poi fu essenzialmente un Impero greco, anche se continuò a dirsi romano per il resto della sua storia.

## Cause della crisi e caduta dell'Impero romano d'Occidente
Le cause della crisi e della caduta dell'Impero furono sia interne che esterne.

### Cause interne
Le cause interne furono varie: l'anarchia militare e i conflitti interni tra i vari pretendenti al trono nel III e nel IV secolo, che distrussero l'unità imperiale; la crisi economica, con l'inflazione e la pressione fiscale (dovuta alla crescente spesa pubblica per mantenere l'esercito e la burocrazia imperiali) che salirono a livelli molto alti e i commerci che diminuirono sempre di più, indebolendo notevolmente la struttura economico-produttiva e accentuando la disuguaglianza sociale nei territori dell'Impero; lo stato di abbandono e spopolamento di città e campagne, che costrinse inoltre molti imperatori ad apporre leggi che anticipavano il Medioevo (come l'obbligatorietà dei cittadini a svolgere il mestiere dei loro padri); la perdita del carattere romano che secoli prima aveva formato soldati disciplinati e induriti da mille battaglie, capaci di conquistare tutta l'area mediterranea, ma che durante il periodo imperiale era progressivamente svanito, al punto che gli stessi comandanti delle legioni preferivano arruolare i loro soldati nelle province o fra i barbari (indifferenti alla tradizione dell'unità dell'Impero) piuttosto che fra le genti italiche.
Fra gli storici c'è stato, inoltre, un secolare dibattito riguardo alle conseguenze della diffusione del Cristianesimo sulla tenuta dell'Impero: alcuni l'hanno ritenuto colpevole di aver ulteriormente indebolito, con il suo pacifismo e il rifiuto del culto imperiale, la combattività dei soldati romani; altri, invece, l'hanno giudicato ininfluente da questo punto di vista, dato che la coesione interna della società romana era già in una fase di forte criticità; altri ancora, infine, hanno ritenuto il Cristianesimo un fattore unificante della società romana, con la sua rete di comunità solidali e capaci di sostituirsi all'amministrazione statale dove questa si dimostrava troppo corrotta o assente.

### Cause esterne

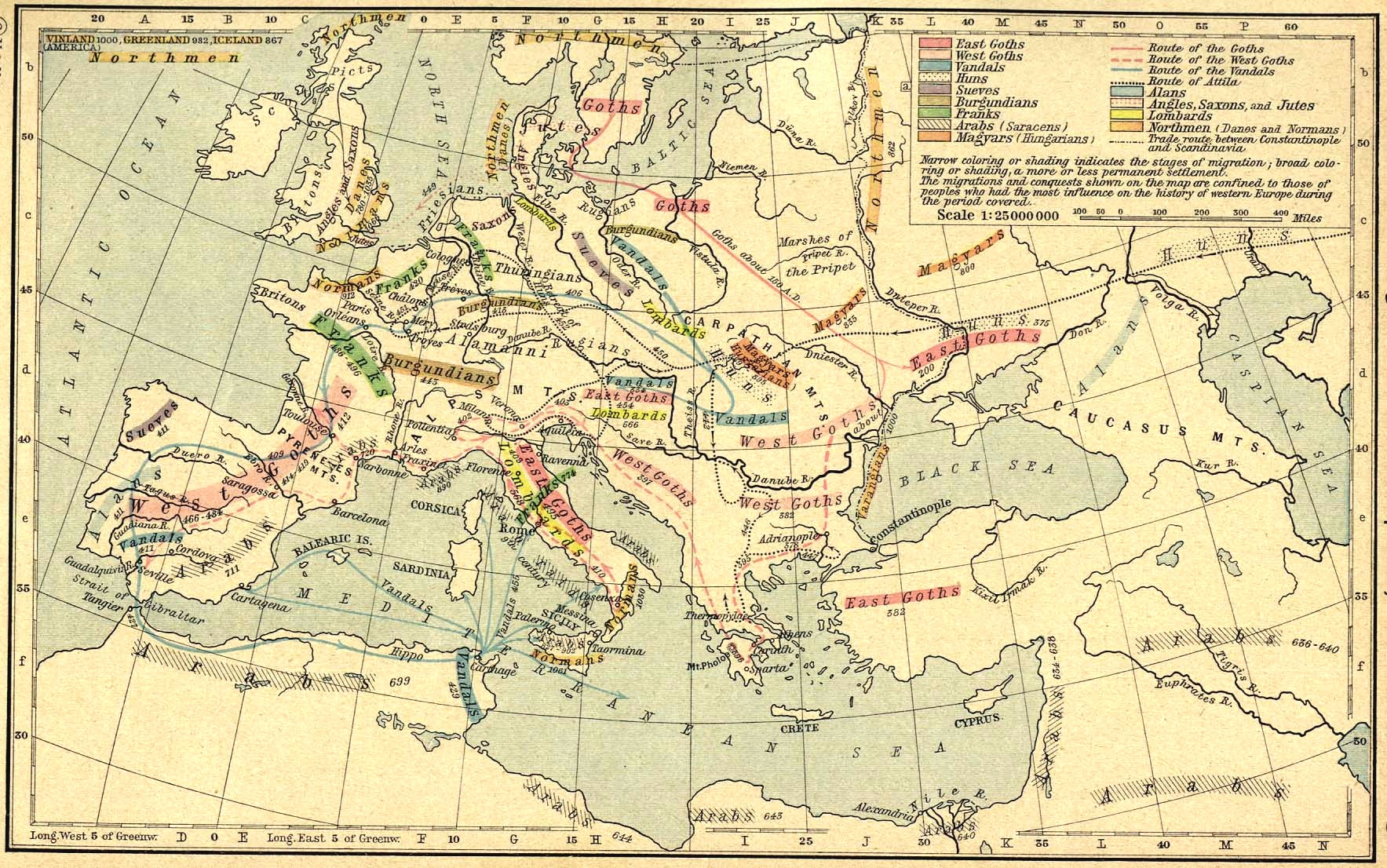
Le invasioni barbariche del II-VI secolo.

Le cause esterne furono sostanzialmente le invasioni barbariche. I barbari a partire dal III secolo si fecero sempre più aggressivi: i Germani pressavano sul limes renano e danubiano e compivano sempre più spesso incursioni e saccheggi in territorio romano, mettendo spesso in difficoltà l'esercito imperiale. Le modalità di questi scontri erano molto diverse da quelle dei secoli precedenti: non si trattava più di grandi spostamenti di individui a piedi attuati da singole tribù, ma di rapidi attacchi condotti da soldati a cavallo di varie tribù confederate.
Sul confine armeno-mesopotamico-siriaco i Romani dovettero invece far fronte alla nuova minaccia rappresentata dalla dinastia persiana dei Sasanidi, che nel 224 aveva causato la caduta dell'agonizzante (ma un tempo potente) Regno dei Parti e che sognava di restaurare l'antico Impero achemenide di Ciro, Cambise e Dario, strappando ai Romani le province orientali.
Nel III secolo l'Impero, squassato da una grave anarchia militare, perse la Dacia, (odierna Romania), e gli Agri Decumati (in Germania). Nel IV secolo, grazie alla stabilità del potere imperiale realizzata da Diocleziano e Costantino, la pressione ai confini venne controllata, ma nel V secolo l'Occidente romano crollò: i vari popoli germanici (Vandali, Suebi, Alemanni, Visigoti, Ostrogoti ecc.), spinti dagli Unni, conquistarono vaste zone dell'Impero (Gallia, Spagna, Africa, Britannia), riducendo l'Impero d'Occidente alle sole Italia e Dalmazia, finché fu proprio un altro barbaro che comandava un contingente di Eruli nell'esercito romano, Odoacre, a deporre l'ultimo imperatore d'Occidente, Romolo Augusto, ponendo formalmente fine all'Impero romano d'Occidente.
Il motivo per cui i Barbari riuscirono a far crollare la parte occidentale nel V secolo sono controversi. Secondo storici illuministi l'Impero cadde soprattutto per ragioni interne ("collassò sotto il suo stesso peso" per Gibbon), ma alcuni studi hanno messo in dubbio questa tesi, facendo notare che la parte orientale, pur avendo gli stessi problemi interni della parte occidentale, riuscì a sopravvivere per più di un millennio. L'Impero collassò non solo per i suoi limiti interni ma soprattutto perché i Barbari, pressati dagli Unni ai confini (fine IV secolo), preferirono migrare in territorio romano piuttosto che diventare sudditi degli Unni, e ciò causò una pressione sui confini maggiore che in precedenza.
Inoltre i Germani, rispetto al I secolo, erano diventati molto più coesi, forse perché si erano resi conto che più la loro coalizione era grande, maggiori erano le possibilità di respingere le incursioni romane nei loro territori o predare con successo le province romane di frontiera. Nel corso delle invasioni del V secolo, quindi, più gruppi di barbari decisero di coalizzarsi tra loro, formando delle supercoalizioni di 20 000-30 000 guerrieri difficili da arrestare per i Romani: per esempio dall'unione tra Vandali Asdingi, Silingi e Alani nacque la supercoalizione vandalo-alana, oppure anche Visigoti e Ostrogoti furono il risultato della coalizione tra più tribù germaniche. Non va dimenticato che la devastazione e l'occupazione di così tante province fece diminuire a dismisura e progressivamente il gettito fiscale (che era essenziale per mantenere un esercito forte e efficiente), e a peggiorare le cose contribuirono le debolezze interne del sistema tardo-imperiale, come le lotte intestine e le insurrezioni dei contadini-briganti secessionisti Bagaudi in province come l'Armorica e la Tarraconense. Quindi l'Impero cadde per due motivi: i limiti interni e il rafforzamento e la coesione dei Barbari invasori. Secondo lo storico Heather, «per via della sua illimitata aggressività, l'Impero romano fu in ultima analisi la causa della propria distruzione», proprio perché i Barbari per difendersi dai Romani si adattarono diventando più forti dei Romani stessi.

## Eredità di Roma

### Bisanzio
- 330 fondazione di Costantinopoli
- 395 La morte di Teodosio segna la definitiva divisione fra Occidente ed Oriente romano. Arcadio, primogenito di Teodosio, diviene, in questo stesso anno, Imperatore romano d'Oriente.
- 527 Giustiniano I diviene imperatore.
- 529 Giustiniano I chiude la Scuola di Atene, mettendo la parola fine alla realtà nata con l'Accademia Platonica oltre 900 anni prima.
- 532 Rivolta di Nika.
- 533-554 Campagne militari di Giustiniano I: scaccia i Vandali dal Nordafrica, conquista parte della Spagna, ed infine annette parte dell'Italia durante la guerra gotica
- 565 Morte di Giustiniano I.
- 568-628 L'imperatore Eraclio I sbaraglia l'esercito sasanide e fa della Persia uno stato tributario.
- 634-641 Gli Arabi conquistano metà dell'Impero Bizantino.
- 730-787 Periodo iconoclasta.
- 843-1057 Regno della Dinastia macedone.
- 1002-1018 Basilio II intraprende una campagna contro i Bulgari, e, riuscendo a conseguire una grandissima vittoria, riporta la frontiera dell'Impero Bizantino al Danubio.
- 1054 La Chiesa di Costantinopoli e la Chiesa di Roma si dividono
- 1071 Romano IV viene sconfitto dai Selgiuchidi nella battaglia di Manzicerta: questa sconfitta porrà fine alla dominazione dell'Anatolia da parte dei Bizantini.
- 1097 Bizantini e crociati riconquistano Nicea.
- 1186 I Bulgari si rivoltano e fondano di nuovo un loro regno.
- 1204 La conquista di Costantinopoli da parte dei Crociati e la creazione dell'Impero Latino porta alla frammentazione dei domini bizantini tra l'Impero di Nicea, l'Impero di Trebisonda e il Despotato d'Epiro. La Repubblica di Venezia rompe formalmente la sua dipendenza da Bisanzio (in realtà solo formale dall'VIII secolo).
- 1261 Costantinopoli viene liberata dall'imperatore bizantino Michele Paleologo.
- 1331 Cade Nicea.
- 1354 Gli Ottomani passano il Dardanelli e sbarcano in Europa.
- 1402 Gli Ottomani vengono pesantemente sconfitti da Tamerlano presso Ankara.
- 1422 Gli Ottomani assediano Costantinopoli.
- 1444 Vittoria degli Ottomani a Varna contro un esercito crociato.
- 1452 Ulteriore tentativo di riunificazione delle chiese.
- 1453 Gli Ottomani prendono Costantinopoli, ponendo fine dell'Impero Bizantino.
- 1460 Cade Mistra, col despotato di Morea.
- 1461 Caduta di Trebisonda, capitale dell'impero di Trebisonda sorretto dalla dinastia dei Comneni.
- 1472 Matrimonio di Ivan III di Russia e Zoe Paleologa: Mosca diviene la Terza Roma.
- 1475 Caduta del Principato di Teodoro, ultimo stato diretto erede dell'Impero.

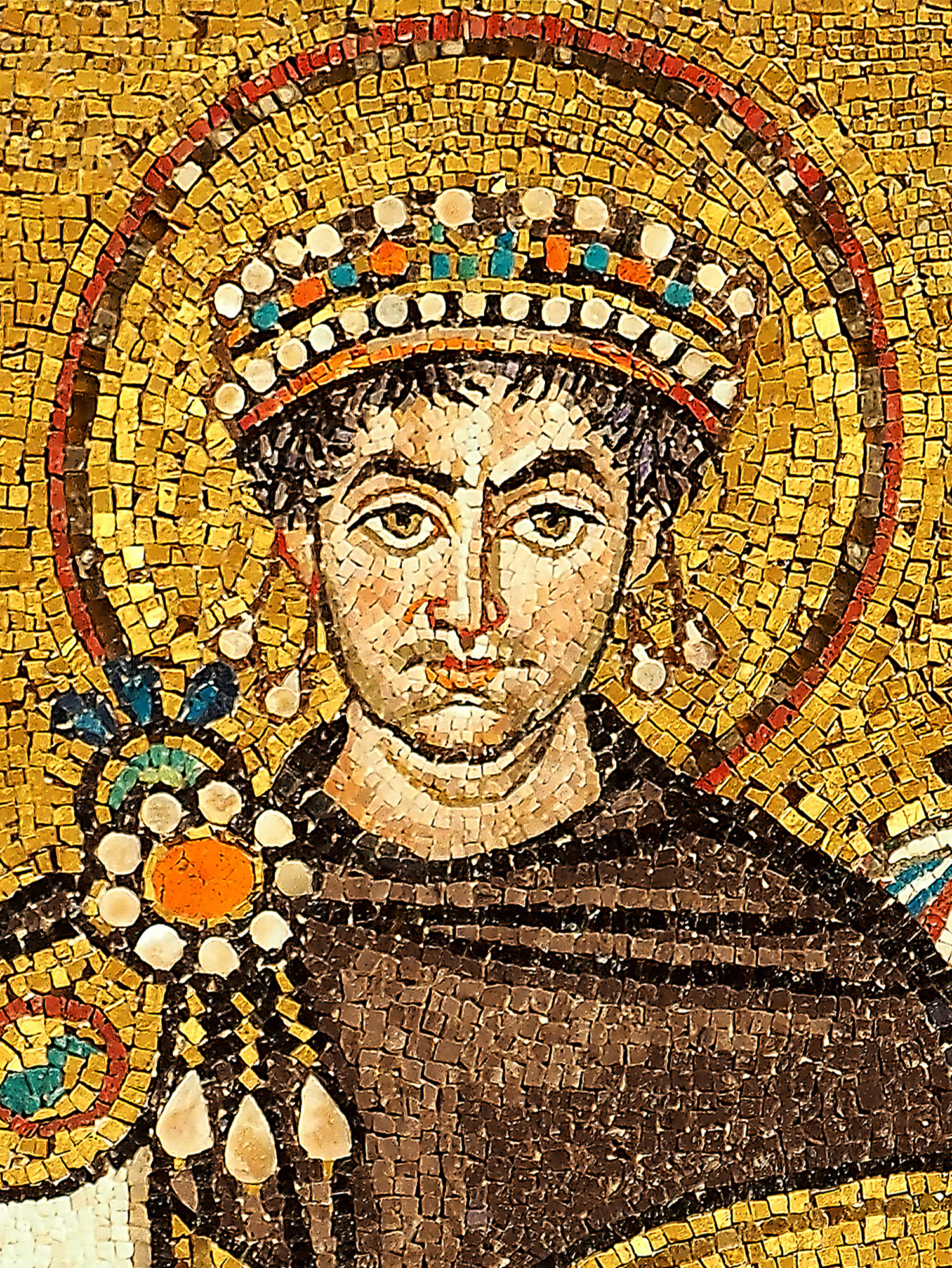
Giustiniano I che riuscì a riconquistare parte dei territori dell'antico Impero romano d'Occidente.

L'eredità di Roma fu assunta dall'Impero romano d'Oriente che mantenne fino a Eraclio le proprie istituzioni tardo-romane (esercito, amministrazione provinciale, latino come lingua ufficiale e diritto). A quell'epoca, l'Impero di Bisanzio era ancora internazionalmente riconosciuto come un "impero romano", pur non negando la sua grecità; le fonti papali definivano all'epoca l'Impero "Sancta Res pubblica", "Res pubblica" o "Res Pubblica Romanorum". Sotto Giustiniano I (527-565), tentò di recuperare il possesso delle province della ormai caduta parte occidentale dell'Impero occupate dai Barbari: l'esercito bizantino, condotto da talentuosi generali come Belisario e Narsete, riconquistò l'Italia e la Dalmazia strappandole agli Ostrogoti, il Nord Africa sottratta ai Vandali, e la Spagna meridionale tolta ai Visigoti. Il Mar Mediterraneo ritornava così ad essere il mare nostrum dei Romani, e l'Impero ritornava in possesso della sua antica capitale, Roma.
Le conquiste di Giustiniano si rivelarono tuttavia effimere: nel 568 i Longobardi invasero l'Italia e la occuparono in gran parte, mentre la Spagna bizantina dovette subire gli assalti dei Visigoti, che nel 624 riuscirono a occuparla tutta; solo l'Africa rimase tutto sommato pacifica. Gli Imperatori d'Oriente, pur non potendo mandare soccorsi all'Occidente, essendo impegnati a respingere le incursioni avare nei Balcani e quelle persiane in Oriente, non lo dimenticarono: lo dimostrò la riforma degli esarcati di Maurizio (582-602), che abolì le prefetture d'Italia e d'Africa, sostituite con vicereami (gli esarcati appunto) retti da un esarca, che era la massima autorità civile e militare dell'esarcato; in questo modo rese i territori in Occidente in grado di autodifendersi dai Longobardi. Sempre Maurizio, nel 597, stabilì che alla sua morte si sarebbe ricostituito l'Impero d'Occidente, governato dal figlio minore Tiberio, mentre l'Impero d'Oriente sarebbe andato al primogenito Teodosio; secondo Ostrogorsky, questa sarebbe la prova che «non si era rinunciato all'idea dell'Impero romano universale, né a quella dell'unico Impero romano governato collegialmente, con amministrazione distinta delle sue due parti». Tuttavia la morte violenta di Maurizio, ucciso dall'usurpatore Foca (602-610), mandò a monte i suoi piani.
Con Foca l'Impero romano d'Oriente precipitò nell'anarchia e nella tirannide e l'Imperatore dispotico venne alla fine detronizzato da Eraclio, il figlio dell'esarca d'Africa, che divenne imperatore. Sotto il regno di Eraclio, ricordato dai posteri soprattutto per le trionfali ma effimere vittorie contro la Persia (vanificate poi dalle invasioni arabe), la trasformazione dell'Impero romano in Impero bizantino, già iniziata sotto Giustiniano, giunse a termine. Le riforme di Eraclio, che rinnovarono profondamente lo Stato, lo fecero in meglio: la riforma dei temi (che Treadgold invece attribuisce a Costante II) fu ad esempio molto importante per lo Stato, perché permise di creare un forte esercito locale e motivato riducendo al contempo di molto i mercenari, spesso infidi e meno motivati dei nativi; inoltre questa riforma ridusse di due terzi le spese militari, permettendo a Bisanzio di mantenere un esercito consistente nonostante la perdita delle prospere Siria ed Egitto, finite in mano araba negli ultimi anni di regno di Eraclio.
L'Impero rinnovato in tal modo, non più tardo-romano ma greco-bizantino, riuscì a mantenere i territori residui (Anatolia, Tracia, isole del Mediterraneo, enclave nei Balcani e in Italia), per lo più di cultura greca, con piccole e relative perdite territoriali, e con Costante II (641-668), nipote di Eraclio, si tentò persino di recuperare l'Italia, strappandola ai Longobardi; l'impresa era tuttavia anacronistica e, per la strenua resistenza degli assediati Longobardi di Benevento, la campagna fallì (663). Costante II fu l'ultimo imperatore «romano» a visitare Roma (663); successivamente si stabilì a Siracusa, dove pose la propria residenza imperiale; morì nel 668, in una congiura, e la residenza imperiale venne di nuovo spostata a Costantinopoli.
Con l'ascesa della dinastia Isauriana (717) l'Impero si ellenizzò ulteriormente, e gradualmente tutti i titoli latini scomparvero dalle monete. Nel corso dell'VIII secolo, la controversia iconoclastica (distruzione delle immagini sacre, ritenute idolatre) e le minacce dei Longobardi e dei Franchi contribuirono a separare l'Italia e la città di Roma dall'Impero romano d'Oriente, e nel 751 l'intero centro Italia (tranne il ducato romano) cadde in mano longobarda; il papa, non potendo più contare sui Bizantini, chiese aiuto ai Franchi che scesero in Italia e annientarono il regno longobardo, cedendo poi il Centro Italia ai papi invece di restituirlo ai Bizantini (756); Roma, l'antica capitale, andò di nuovo perduta finendo in mano papale. Fu a questo punto che i papi smisero di riconoscere come "Romani" gli Imperatori di Bisanzio definendoli da ora in poi "Greci" e conferendo il titolo di "Imperatore romano" a Carlo Magno e ai suoi successori. Da quel momento in poi vi sarebbero stati due Imperi aufodefinitesi "romani", cioè l'Impero greco in Oriente e il Sacro Romano Impero in Occidente.
Bisanzio conobbe un periodo di rinascita sotto la dinastia dei Macedoni, nel corso della quale l'Impero riconquistò a spese di Arabi e Bulgari Cipro, parte della Siria e della Palestina, parti di Armenia e Mesopotamia, e tutti i Balcani; con la morte di Basilio II (noto come lo sterminatore di Bulgari, perché fu l'artefice della distruzione dell'Impero bulgaro) nel 1025 tuttavia iniziò un nuovo declino per Bisanzio dovuto soprattutto dalla disgregazione del sistema dei temi, causata dall'espandersi dei latifondi: con la scomparsa dei soldati-contadini (stratioti), sostituiti da truppe mercenarie, l'Impero si indebolì militarmente, e di questo ne approfittarono nuovi temibili nemici, come Normanni e Selgiuchidi, che inflissero un duro colpo all'Impero.
Nel 1071 infatti i Normanni conquistarono Bari cacciando definitivamente i Bizantini dall'Italia mentre i Selgiuchidi annichilirono l'esercito bizantino nella Battaglia di Manzikert conquistando gran parte dell'Anatolia e della Siria; l'Impero, privo dell'Anatolia (principale fonte di truppe), sembrava sul punto di crollare ma seppe riprendersi con la dinastia dei Comneni. Il primo imperatore di questa importante dinastia, Alessio I, chiese infatti aiuti all'Occidente latino chiedendo loro di cacciare i Selgiuchidi dal Santo Sepolcro e dall'Anatolia e l'Occidente rispose organizzando alcune crociate contro gli Infedeli; inizialmente le crociate portarono vantaggi a Bisanzio con la riconquista, con l'aiuto dei crociati, delle zone costiere dell'Asia Minore; nel corso delle Crociate si crearono tuttavia dei dissidi tra Crociati e Bizantini, che sfociarono nella Quarta crociata (1204), che non fu volta contro gli Infedeli ma contro i Bizantini; e nel 1204 Costantinopoli, ritenuta inespugnabile, venne espugnata dai crociati, che posero momentaneamente fine all'Impero d'Oriente dando vita all'Impero latino.
Tuttavia nel 1261 i Bizantini riuscirono a riconquistare Bisanzio facendo rinascere l'Impero d'Oriente; sotto la dinastia dei Paleologhi tuttavia l'Impero non riuscì a recuperare l'antico splendore anche a causa dell'ascesa di un nuovo nemico, gli Ottomani, che seppero approfittare delle guerre civili che dilaniavano Bisanzio e nel 1453 espugnarono Costantinopoli ponendo definitivamente fine all'Impero romano. Anche se Maometto II, il conquistatore della città, si dichiarò Imperatore dell'Impero romano (Cesare di Roma / Qayṣer-i Rum) nel 1453, Costantino XI Paleologo viene generalmente considerato l'ultimo imperatore romano-orientale.

### Il Sacro Romano Impero

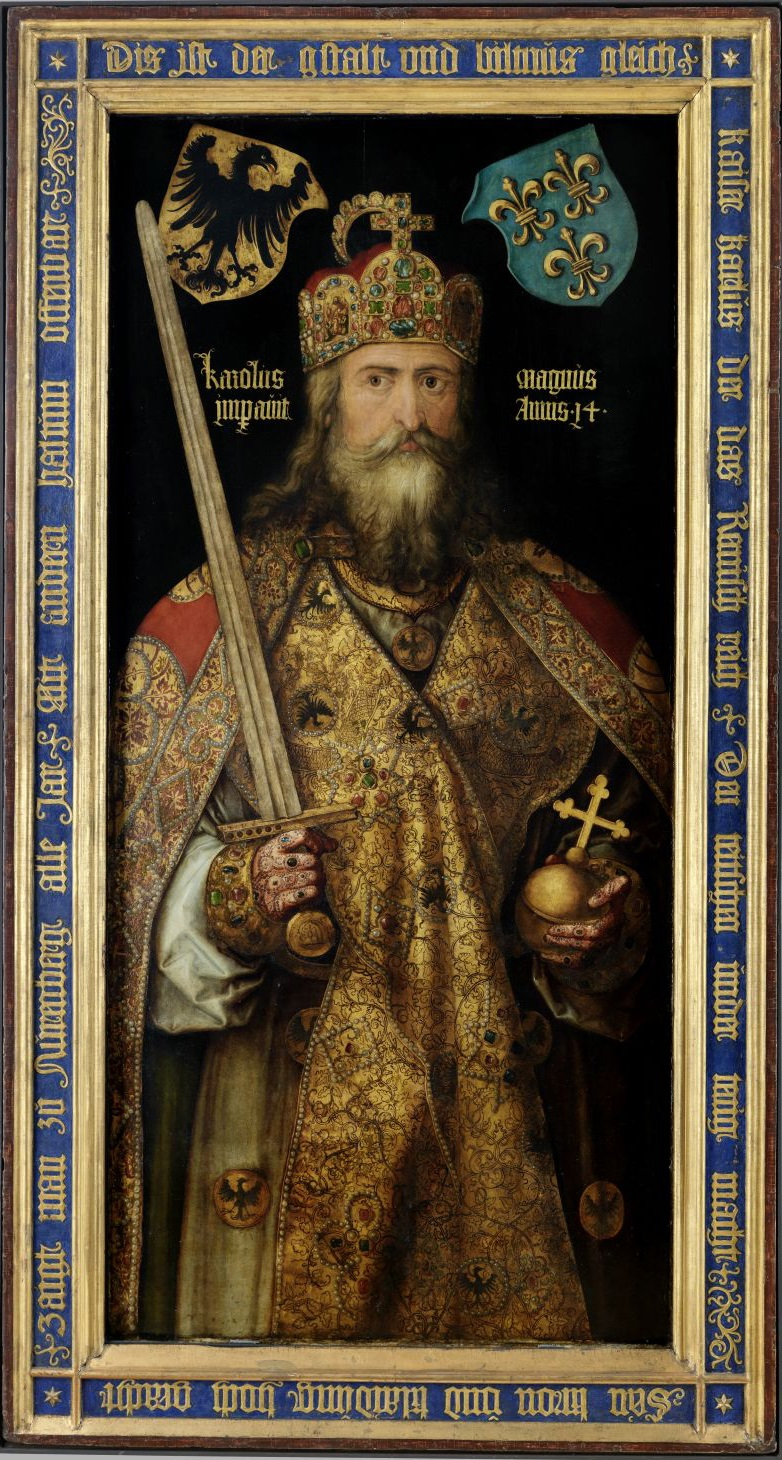
Erede dell'impero romano fu Carlo Magno.

Nel corso del VI secolo, gli imperatori bizantini Tiberio II e Maurizio considerarono la possibilità di rifondare un Impero d'Occidente autonomo da quello d'Oriente, e con Roma capitale, ma questi progetti non andarono in porto: Tiberio II ci ripensò e nominò unico successore il generale Maurizio, mentre lo stesso Maurizio, che aveva espresso nel suo testamento l'intenzione di lasciare in eredità la parte occidentale al figlio Tiberio, mentre la parte orientale sarebbe andata al primogenito Teodosio, venne ucciso insieme alla sua famiglia da una ribellione. Da ricordare inoltre l'usurpazione dell'esarca eunuco di Ravenna, Eleuterio, che nel dicembre 619 si fece incoronare dalle sue truppe imperatore d'Occidente con il nome di Ismailius e tentò, su consiglio dell'arcivescovo ravennate, di marciare su Roma per farsi incoronare nell'antica capitale. Tuttavia, giunto a Castrum Luceoli (presso l'odierna Cantiano) venne ucciso dai suoi soldati.
Nel Natale 800 il re dei Franchi Carlo Magno venne incoronato Imperatore dei Romani da papa Leone III. L'incoronazione non aveva basi nel diritto di allora; i Bizantini però erano allora governati dall'Imperatrice Irene, illegittima agli occhi degli occidentali, non solo perché donna ma anche perché si era impossessata del trono accecando e uccidendo il figlio Costantino VI; il Papa, dunque, considerando "vacante" il trono di Costantinopoli perché retto da una donna filicida, ebbe la giustificazione per incoronare imperatore d'Occidente Carlo Magno. Sembra che comunque Carlo avesse l'intenzione di sposare l'Imperatrice Irene per ricongiungere Occidente e Oriente, ma la detronizzazione di Irene mandò a monte il progetto; il successore, Niceforo I, si rifiutò di riconoscere all'imperatore franco il titolo di imperatore romano e ciò fu una delle cause di una disputa tra i due imperi per il possesso di Venezia e della Dalmazia che si concluse solo con la Pax Nicephori (812), con cui Bisanzio riconobbe a Carlo Magno il titolo di Imperatore ma non quello di imperatore dei Romani. In ogni modo, il declino dell'Impero carolingio permise a Bisanzio di ritornare sui propri passi, disconoscendo il titolo di Imperatore agli Imperatori tedeschi.
In seguito Ottone I, nel X secolo, trasformò una parte del vecchio impero carolingio nel Sacro Romano Impero. I suoi Imperatori si consideravano, come quelli Bizantini, i successori dell'Impero romano, grazie all'incoronazione papale, anche se da un punto di vista strettamente giuridico l'incoronazione non aveva basi nel diritto di allora. Il Sacro Romano Impero conobbe il suo periodo di massimo splendore nell'XI secolo quando, insieme al papato, era una delle due grandi potenze della società medioevale. Già sotto Federico Barbarossa e le vittorie dei Comuni, l'Impero prese la via del declino, perdendo il reale controllo del territorio, soprattutto in Italia, a favore delle varie autonomie locali. Comuni, signori e principati comunque continuarono a vedere l'Impero come un sacro ente sovranazionale dal quale trarre legittimità formale del proprio potere, come testimoniano i numerosi diplomi imperiali concessi a caro prezzo. Dal punto di vista sostanziale l'Imperatore non aveva alcuna autorità e la sua carica, se non ricoperta da individui di particolare forza e determinazione, era puramente simbolica.
Nel 1648 con la Pace di Vestfalia i principi feudali divennero praticamente indipendenti dall'Imperatore e il Sacro Romano Impero si ridusse in pratica a semplice confederazione di Stati solo formalmente uniti, ma de facto indipendenti. Esso continuò comunque a esistere formalmente fino al 1806, quando la sconfitta contro Napoleone Bonaparte obbligò Francesco II a sciogliere il Sacro Romano Impero e a nominarsi Imperatore d'Austria.

### Altri eredi
Oltre all'Impero bizantino, unico e legittimo successore dell'Impero romano dopo la caduta della sua parte occidentale, altre tre entità statuali ne rivendicarono l'eredità. La prima fu il Sacro Romano Impero, inizialmente un grande progetto di ricostituzione dell'impero in Occidente, che fu fondato il giorno di Natale dell'800 allorché papa Leone III incoronò il re dei Franchi Carlo Magno imperatore dei Romani.
La seconda fu l'Impero ottomano. Infatti quando gli Ottomani, che basarono il loro Stato sul modello bizantino, conquistarono Costantinopoli nel 1453, Maometto II stabilì nella città la propria capitale e si proclamò Imperatore romano. Maometto II compì anche un tentativo di impossessarsi dell'Italia in modo da "riunificare l'impero", ma gli eserciti papali e napoletani fermarono l'avanzata ottomana verso Roma a Otranto nel 1480.
Il terzo a proclamarsi erede dell'Impero dei Cesari fu l'Impero russo che, nel 1470, forte del matrimonio tra lo zar Ivan III e la principessa bizantina Zoe Paleologa, ribattezzò Mosca la "Terza Roma" (essendo Costantinopoli considerata la seconda).
La Chiesa cattolica inoltre, preservò certi aspetti dell'Impero Romano. Per esempio la lingua latina oppure le divisioni territoriali della chiesa (Diocesi), che esistevano anche nell'impero Romano, e anche il titolo di Pontefice per il capo della Chiesa. Non solo, la Chiesa conservò alcuni aspetti della civiltà spirituale romana e li diffuse. Per questi motivi la Chiesa si considera detentrice dell'"eredità culturale dell'Impero romano". Poiché nel 376 l'imperatore Graziano rinunciò al titolo di Pontifex maximus, da allora non più assunto da alcun imperatore, in favore del vescovo di Roma, questo comporta che il titolo di Pontefice Massimo sia ad oggi l'unico titolo romano ancora in vigore dall'epoca più antica di Roma, ininterrottamente dai tempi di Numa Pompilio.
Escludendo questi tre ultimi Stati che sostenevano di essere successori dell'Impero, e dando per vera la data tradizionale della fondazione di Roma, lo Stato romano durò dal 753 a.C. al 1453, per un totale di 2.206 anni.
Inoltre parti dell'Impero bizantino sopravvissero alla caduta di Costantinopoli come ultime roccaforti della cultura greco-romana-cristiana nel Despotato di Morea fino al 1460, nell'Impero di Trebisonda fino al 1461 e nel Principato di Teodoro in Crimea fino al 1475, tutte conquistate dall'Impero Ottomano. Eredi delle conquiste dell'Imperatore Giustiniano in occidente, resesi indipendenti de facto ma comunque legate al mondo romano, furono il Ducato Romano evolutosi nello Stato Pontificio e successivamente nello Stato della Città del Vaticano, ancora presente, il Ducato Venetico divenuto la Repubblica di Venezia, soppressa nel 1797 dopo la conquista napoleonica, i Ducati di Napoli, di Gaeta, di Amalfi e di Sorrento annessi al Regno di Sicilia fondato nel 1130 da Ruggero II D'Altavilla, i Giudicati della Sardegna conquistati solo nel 1420 al termine della guerra sardo-catalana.
In tempi recenti l'Italia fascista tramite le sue pretese imperiali si autodefinì come l'erede culturale dell'Impero Romano. Le mire di Mussolini consistevano infatti nel rendere il Regno d'Italia una potenza egemone sull'intero bacino del Mar Mediterraneo con inoltre un vasto impero coloniale in buona parte dell'Africa. Da citare infatti come a seguito della proclamazione dell'Impero Italiano a seguito della conquista dell'Etiopia il duce proclamò: «dopo quindici secoli la riapparizione dell'Impero sui colli fatali di Roma».

### Fonti primarie
- Ammiano Marcellino, Res Gestae (testo latino) .
- Annales Valesiani, Vedi qui testo latino e traduzione in inglese.
- Augusto, Res gestae divi Augusti.
- Sesto Aurelio Vittore, Epitome de Caesaribus e De Vita et Moribus Imperatorum Romanorum; Vedi qui testo latino e traduzione in inglese.
- Cassio Dione Cocceiano, Storia romana.
- Consolaria costantinopolitana, s.a. 325.
- Erodiano, Storia dell'impero dopo Marco Aurelio.
- Eutropio, Breviarium historiae romanae (testo latino), VII-X .
- Flavio Giuseppe, Guerre giudaica.
- Historia Augusta, Vite degli imparatori da Adriano a Caro, Carino e Numeriano (testo latino) .
- Lattanzio, De mortibus persecutorum, XXIV; Vedi qui testo latino.
- Orosio, Historiarum adversus paganos libri septem, Vedi qui testo latino.
- Plinio il Vecchio, Naturalis Historia (testo latino)  e versione inglese QUI.
- Socrate Scolastico, Storia ecclesiastica, I.
- Sozomeno, I.
- Svetonio, De vita Caesarum (testo latino)
- Tacito,
  - Annales (testo latino) 
  - Historiae (testo latino)
- Velleio Patercolo, Historiae Romanae ad M. Vinicium consulem libri duo.
- Zonara, L'epitome delle storie.
- Zosimo, Storia nuova, I-II traduzione inglese del libro I, QUI.

### Fonti epigrafiche
- L'Année épigraphique (AE)
- Corpus Inscriptionum Graecarum (CIG), Böckh A. e Niebhur B.G., 1825-1859
- Corpus Inscriptionum Latinarum (CIL), AAVV, 1863-...

### Storiografia moderna
- P. Brown, Società romana e impero tardo-antico, Roma-Bari, Laterza, 1986.
- J. B. Bury, A History of the Roman Empire from its Foundation to the death of Marcus Aurelius, 1913.
- D. Carro, Classica (ovvero "Le cose della Flotta") - Storia della Marina di Roma - Testimonianze dall'antichità, Rivista Marittima, Roma, 1992-2003 (12 volumi).
- Edward Gibbon, Storia del declino e della caduta dell'Impero romano (1776-1788)
- P. Grimal, Storia di Roma, Lecce, Argo, 2004.
- F. Jacques, J. Scheid, Roma e il suo impero. Istituzioni, economia, religione, Roma-Bari, Laterza, 1992.
- A. H. M. Jones, Il tardo impero romano. 284-602 d.C., Milano, 1973-1981.
- Y. Le Bohec, Armi e guerrieri di Roma antica. Da Diocleziano alla caduta dell'impero romano, Roma, 2008, p. 274. ISBN 978-88-430-4677-5.
- E. Lepore, Il princeps ciceroniano e gli ideali politici della tarda repubblica, Napoli, 1954.
- E. N. Luttwak, La grande strategia dell'impero romano, Milano, 1991.
- S. Mazzarino, L'impero romano, Roma-Bari, Laterza, 1995.
- R. Rémondon, La crisi dell'impero romano, Milano, 1975.
- M. Rostovzev, Storia economica e sociale dell'Impero romano, Firenze, 1980.
- Antonio Saltini, I semi della civiltà. Frumento, riso e mais nella storia delle società umane, Prefazione di Luigi Bernabò Brea, Bologna, 1995
- J. Wacher (a cura di), Il mondo di Roma imperiale, Roma-Bari, 1989.
- M. Wheeler, La civiltà romana oltre i confini dell'impero, Torino, 1963.